# ワーナー・マイカル・シネマズ

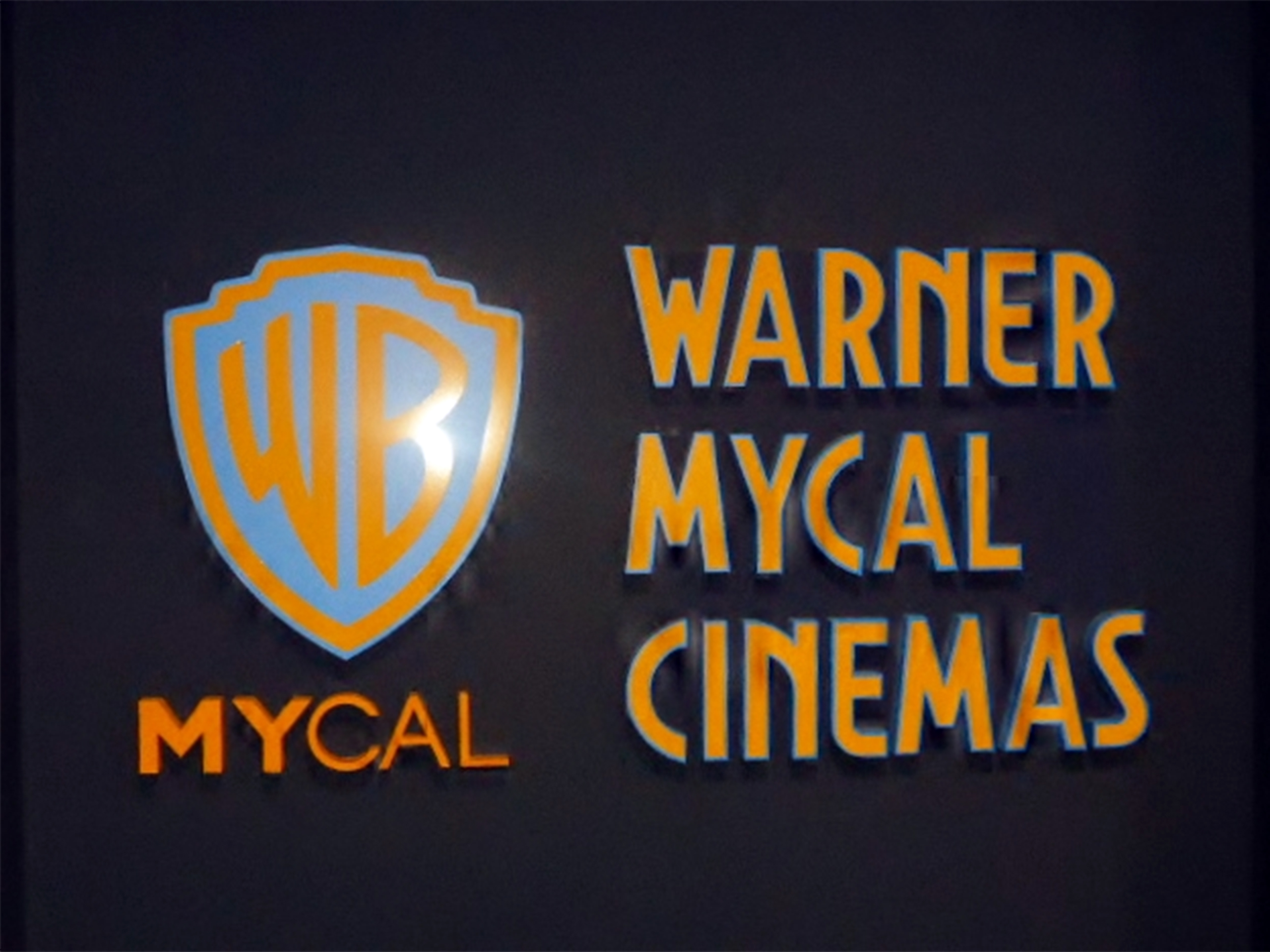
ワーナー・マイカルのロゴ

- イオングループ > イオングループの商業ブランド > ワーナー・マイカル・シネマズ
- マイカル > ワーナー・マイカル・シネマズ

ワーナー・マイカル・シネマズ（WARNER MYCAL CINEMAS）は、かつて存在した日本のシネマコンプレックスの屋号である。
イオングループの株式会社ワーナー・マイカル（現・イオンエンターテイメント株式会社）が運営していた。2013年7月1日、イオンシネマズ株式会社が運営していた映画館との統合により、イオンシネマに改称された（改称後の映画館については「イオンエンターテイメント」の項を参照）。
ワーナー・マイカル・シネマズの運営会社は、イオンの完全子会社で現在はイオンエンターテイメントに改称されている株式会社ワーナー・マイカル（WARNER MYCAL CORP.）。設立当初はニチイ（後のマイカル）とタイム・ワーナーグループの合弁会社であった。

## 歴史

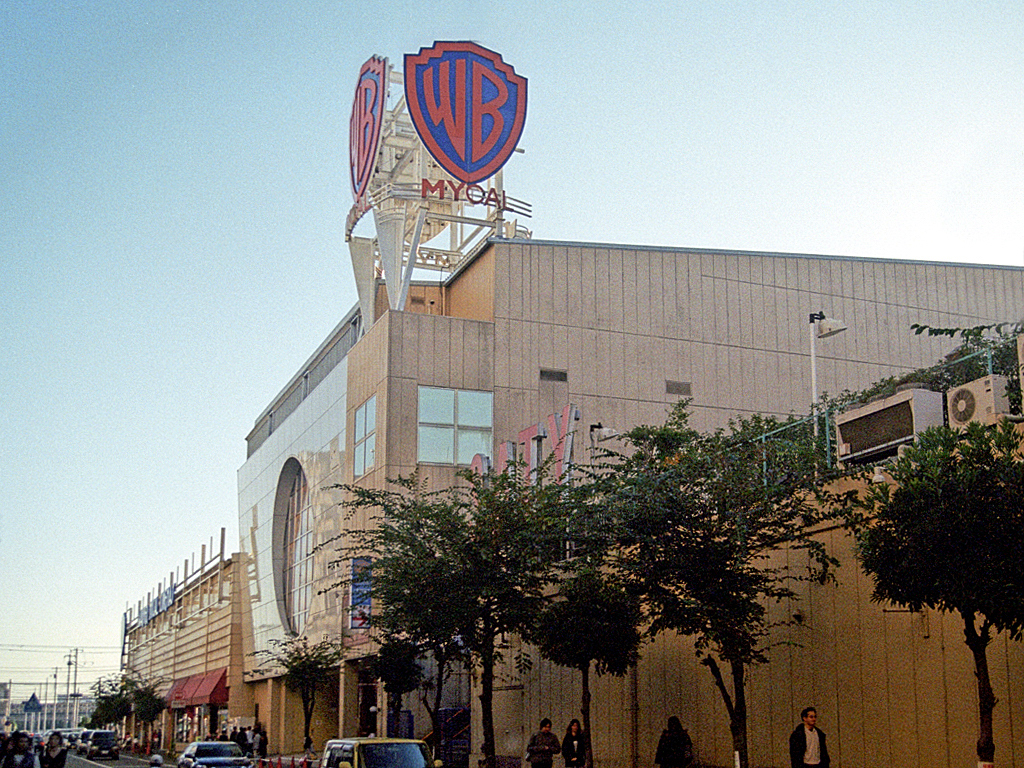
神奈川県海老名市にオープンした第1号劇場『ワーナー・マイカル・シネマズ（WMC）海老名』（2008年11月23日撮影）

1993年に日本初のマルチプレックスシネマとされる『ワーナー・マイカル・シネマズ海老名』（神奈川県海老名市）を開業した。商業劇場では国内初となるTHX認定を1スクリーンで取得。当時はあまり普及していなかったdtsなどのデジタル音響システムや傾斜角の大きいスタジアムシートを導入するなど、音響の良さや見やすさを謳っていた。また6つ以上のスクリーンを持ちながら、入口・ロビー・映写室等を共有し、商業施設と併設するシネマコンプレックスの日本におけるオーソドックスなデザインを確立した。また映画の本編が始まる前のCM枠で流れる劇場マナームービーや館内のグッズなどではワーナー・ブラザースが製作しているバッグス・バニーを始めとするルーニー・テューンズのキャラクターとコラボレーションされており、他のシネコンとの差別化を図っていた。
創業以降、サティ（現：イオン）やビブレ等マイカルの店舗に併設されるケースがほとんどであった。しかしマイカルの経営破綻によりイオングループに入り、ダイヤモンドシティやイオンモール、イオンショッピングセンターやロックシティなどイオングループが運営するショッピングセンターに併設されることも増えた。一方で多摩センターやノースポートモール（港北ニュータウン）などイオングループ外のショッピングセンターに設置された例、また弘前・北上の様に現在はマイカルの傘下から離れた店舗をキーテナントとするショッピングセンターに引き続き併設されている例もある。ただし、イオンが資本参画しているダイエーを核店舗とするショッピングセンターには一度も進出することが無かった。
2001年9月にマイカルが経営破綻した影響により、浦和、川崎、一関、帯広、本庄を初めとする複数の出店計画が中止となった。この為、移転を除くと2001年1月26日に開業した加古川から2004年11月12日開業のりんくう泉南まで3年以上の間、新規出店が行われなかった。また後に当時の親会社であるワーナー・ブラザース・インターナショナル・シネマズが日本国内に直営劇場の展開を計画したが、2007年11月に取りやめを決定し、その余波でエルミこうのす（埼玉県鴻巣市）への『ワーナー・マイカル・シネマズ鴻巣』の出店が急遽中止になるなどの影響が出た。
なお、ワーナー・マイカル・シネマズとして営業していた後述の改称以前の段階では席数が最も多いのは東京都板橋区にある『ワーナー・マイカル・シネマズ板橋』（2326席）で、最も少ないのは山形県米沢市にある『ワーナー・マイカル・シネマズ米沢』（948席）であった。

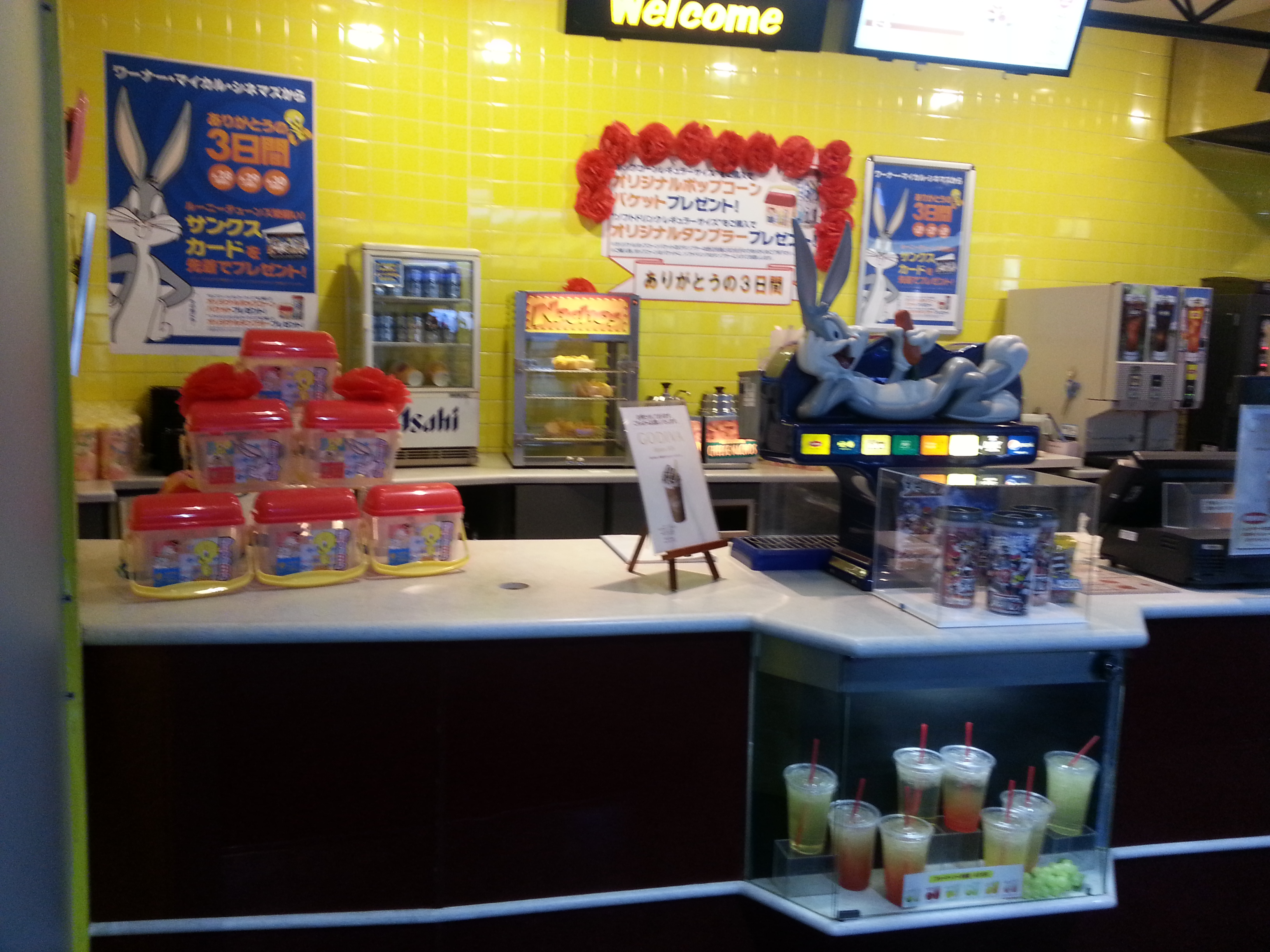
統合3日前より「ありがとうの3日間」と称してイベントが開催された
（ワーナー・マイカル・シネマズ海老名にて、2013年6月28日撮影）

イオンリテールとの吸収合併により2011年2月28日を以てマイカルは消滅しているものの、それに伴う改称は行われず、引き続き「マイカル」の名称が使用されていた。しかし2013年2月28日にタイム・ワーナー（現：ワーナー・ブラザース・ディスカバリー）グループが資本を撤退し、ワーナー・マイカルがイオンの完全子会社となり、同年7月1日にはワーナー・マイカルを存続会社としてイオンシネマズに統合。社名は「イオンエンターテイメント」に改称された。これによりスクリーン数は609となり、TOHOシネマズを抜いて日本国内最多のスクリーン数を運営する映画興行会社となった。劇場名は同年6月から年内にかけて「ワーナー・マイカル・シネマズ」から改称し「イオンシネマ」に統一するとしていたが、公式サイトにおける劇場名称や劇場の公称としては会社の統合と同日付けでイオンシネマに統一され、25年間使用され続けてきたマイカルの名称も消滅した。なお、看板などは同年内を目処に『イオンシネマ宇多津』（香川県綾歌郡宇多津町、『ワーナー・マイカル・シネマズ宇多津』から改称）を除く全劇場の変更を完了した。
統合前の最後の3日間（6月28日 - 6月30日）には「ワーナー・マイカル・シネマズからのありがとうの3日間」と称して、ルーニー・テューンズのサンクスカード（映画チケットの購入時）やオリジナルグッズ（ドリンクやポップコーンの購入時）を先着で貰えるプレゼントイベントが全館（61サイト）で開催された。

### 沿革
- 1991年（平成3年）10月8日 - ワーナー・ブラザース・インターナショナル・シネマズ（本社アメリカ）とニチイ（後のマイカル）との合弁会社として会社を設立（出資比率：タイム・ワーナーグループ 50%/株式会社ニチイ 50%）[注 6]。
- 1993年（平成5年）4月24日 - 1号劇場で日本初のマルチプレックスシネマとされるワーナー・マイカル・シネマズ海老名をオープン。
- 1999年（平成11年）9月10日 - 9大都市ロードショー地域に初の出店となるワーナー・マイカル・シネマズみなとみらいをオープン。
- 2000年（平成12年）5月25日 - 東京23区内初出店かつ唯一の出店となるワーナー・マイカル・シネマズ板橋をオープン。
- 2001年（平成13年）
  - 9月14日 - 親会社のマイカルが民事再生法を申請。
  - 11月22日 - 親会社のマイカルがイオンをスポンサーとし会社更生法の適用を申請。
- 2002年（平成14年）8月31日 - マイカル破綻整理の影響を受けワーナー・マイカル・シネマズ鈴鹿が閉館。後にイオンモール鈴鹿ベルシティへ移転。
- 2006年（平成18年）9月21日 - 運営している劇場の中で、50番目の劇場となるワーナー・マイカル・シネマズ大日をオープン。
- 2011年（平成23年）3月1日 - 親会社のマイカルがイオンリテール株式会社に合併されたことにより、株主構成変更（出資比率：タイム・ワーナーグループ 50%/イオンリテール株式会社 50%）。
- 2012年（平成24年）12月19日 - 親会社のイオンが2013年2月か3月に米ワーナー・ブラザース・エンターテインメントから全株を取得し完全子会社化することを発表[8][9][10]。
- 2013年（平成25年）
  - 2月28日 - イオンの完全子会社となる。これにより、日本市場から外資系資本が参画する映画興行会社は姿を消した（出資比率：イオン株式会社 100%[1]）。
  - 3月5日 - ワーナー・マイカル・シネマズ春日部開館。ワーナー・マイカル・シネマズのブランド名としては最後の新規開業施設となった。
  - 7月1日 - ワーナー・マイカルを存続会社としイオンシネマズを吸収合併され、解散。社名はイオンエンターテイメントに変更した。屋号はイオンシネマに統一している[2]。

## サービス
以下はワーナー・マイカル・シネマズに存在したサービスである（※イオンシネマへの統一後も存続しているものもある）。

### 情報紙
Cinema Lifeという映画情報が掲載されたフリーペーパーを配布している。過去には、やはりフリーペーパーの「Comming Soon!」を配布していた時期（1997年 - 1998年頃）や、有償の「近日くらぶ」と言う雑誌を販売していた時期（1999年 - 2001年頃）もあり、上映作品の宣伝戦略は何度か変わっている。

### デジタル3-D上映
2008年後半よりRealD方式の設備を各劇場に順次導入し、対応劇場では『ワーナー・マイカル デジタル3-Dシネマ』として3-D映画作品の上映を行っている。日本国内ではXpanDを導入するチェーン系劇場・シネマコンプレックスチェーンが多いが、それと対比して「メガネが軽い」等の長所をインフォマーシャル等で取り上げている。3D鑑賞料金は基本料金＋400円だが、初回鑑賞時に渡された3Dメガネを持ち帰り次回鑑賞時に持参すれば3D鑑賞料金は300円に値引きされる。
一部の劇場では日本ビクター製RealD方式の投影に対応した業務用3Dディスプレイと3Dメガネを設置し、3-D上映作品の予告編の再生を行っている。

### コンセッション
ポップコーン・ハーゲンダッツなどの食品や、ペプシコーラをはじめとしたサントリーフーズ製品のドリンクを販売している。1996年頃まではコカコーラを販売していた。ビールはサントリーではなく、アサヒスーパードライを販売している所もある。なお、コンセッションで購入していない持ち込み品の館内での飲食は禁止されている。

### ポイントカード
チケットラリー
開業当初から1999年頃まで夏と冬の年2回、チケットラリーというサービスが行われていた。期間内に鑑賞したチケットを3枚、所定の台紙に貼り付け応募すると、抽選で賞品が当選するイベントであった。賞品に年間パスポートなどがあったが、後に行われるポイントカードと異なり応募者全員に何らかの還元があるわけではない。
ポイントカード（磁気カード式）
2004年頃にバッグス・バニーが描かれたスケルトンデザインの磁気プラスチックカードによるポイントカードを発行開始。半年以内に6回分有料鑑賞をすると1回分が無料となる「シックスワンダフリー」サービスを行っていた。Tカードへの移行により2006年に取り止めとなった。
Tポイント・Tカード
2005年11月の多摩センター館開業と同時にTポイントサービスに加盟し、チケット・コンセッション・シネマストアの購入代金に応じてTポイントの積算がされるサービスをスタート。2006年には全館に対象を拡大し、従来のシックスワンダフリーが「Tポイント・シックスワンダフリー」として、Tカードの番号に紐付けする形で回数情報が登録されるようになり、館内でTカードの申込・発行も行われた。2009年6月27日にTポイントと提携解消によりサービスが終了した。
ポイントカード（スタンプ押印式）
Tポイント提携解消に伴い2009年6月より運用されているポイントサービスで、1回鑑賞する毎に日付スタンプを押印し、5個押印されると無料鑑賞券として次回利用することができる。有効期限はカード購入日の半年後の月末までで、参加費として1枚100円必要である。チケット売場で直接購入するか、その付近に設けられたガチャガチャ状の自動販売機に100円玉を投入してポイントカードが納まれた厚紙を引き出す形となる。なお、無記名持参人式のため複数人で使い回して押印させる事は可能だが、複数人同時に鑑賞する場合は人数分の押印をすることは出来ず、1人1枚が必要となる。
2011年9月1日より、ポイントカードの価格改正100円→200円
2012年3月1日より、ポイントカードのスタンプ押印式5回で1回無料→スタンプ押印式6回で1回無料

### 優待サービス
イオンカード
イオンクレジットサービスが発行するクレジットカード「イオンカード」では、2004年頃からチケット売場提示で一般料金から大人300円（一部施設では200円）割引される。ときめきポイントクラブの加盟店。
ポケットカード
マイカルカード株式会社（現：ポケットカード株式会社）がワーナー・マイカルと共にマイカルの資本傘下であったため、同社発行の主要カード（マイカルカード→P-oneカード、ポケットカード等）でイオンカード同等の割引サービスが提供されていた。マイカルカードが2001年4月に三洋信販に売却され、2004年にマイカルとの提携が終了した後もこのサービスは続けられたが、2010年8月31日に終了した。この提携終了に伴い、イオン傘下入りした旧マイカルグループ各社とポケットカード間の提携は全て解消された。ただし、ポケットカードの加盟店契約は継続されている。

## 劇場
以下に記すのは2013年6月30日まで株式会社ワーナー・マイカルが運営していた、またはそれ以前に撤退した映画館である。各映画館の劇場名・規模・併設施設等も2013年6月時点、もしくは閉館時点のものを記す。ただし2013年7月以降に閉館した施設についてはその旨も併記する。
イオンシネマに名称統一後の映画館については、イオンエンターテイメントの劇場一覧を参照。

### 北海道
| 劇場名 | 所在地             | 併設施設         | 規模               | 開館日         | 備考 |
| ------ | ------------------ | ---------------- | ------------------ | -------------- | ---- |
| 江別   | 北海道江別市       | イオン江別店     | 8スクリーン 1755席 | 1997年11月1日  |      |
| 小樽   | 北海道小樽市       | ウイングベイ小樽 | 7スクリーン 1517席 | 1999年3月11日  |      |
| 北見   | 北海道北見市       | イオン北見店     | 7スクリーン 1300席 | 2000年9月23日  |      |
| 釧路   | 北海道釧路郡釧路町 | イオン釧路店     | 8スクリーン 1707席 | 2000年11月30日 |      |

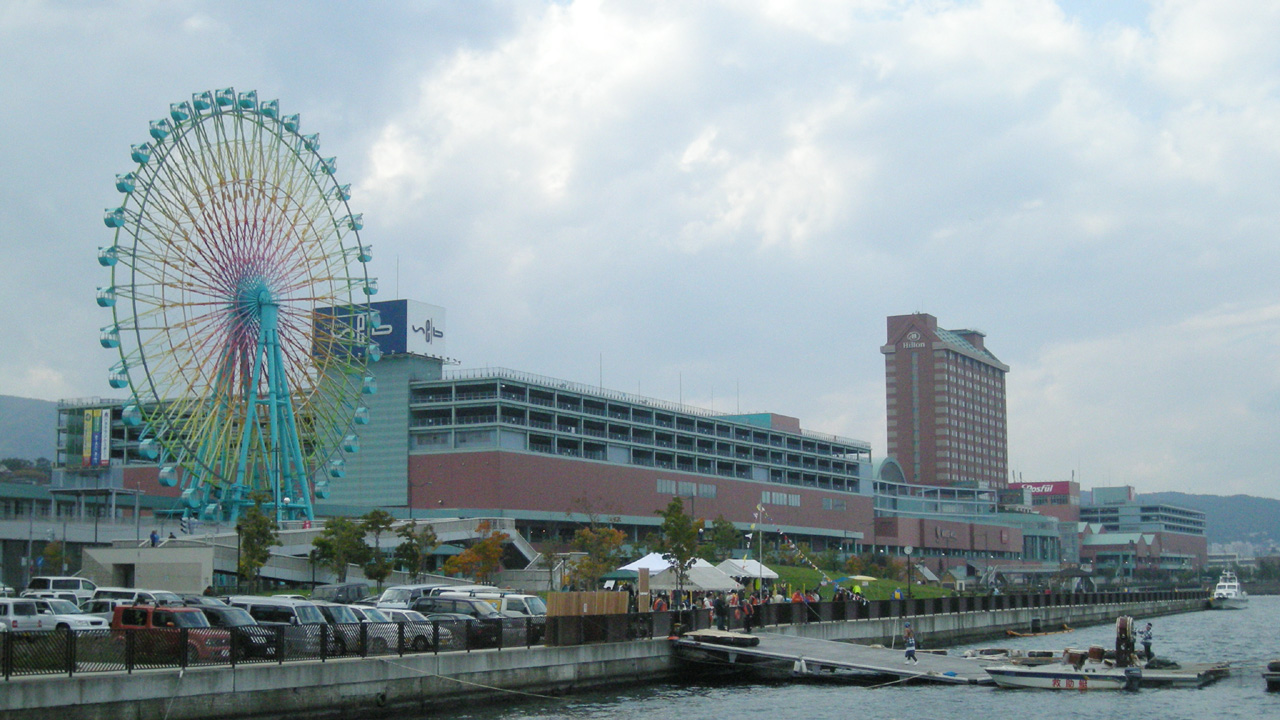
ワーナー・マイカル・シネマズ小樽
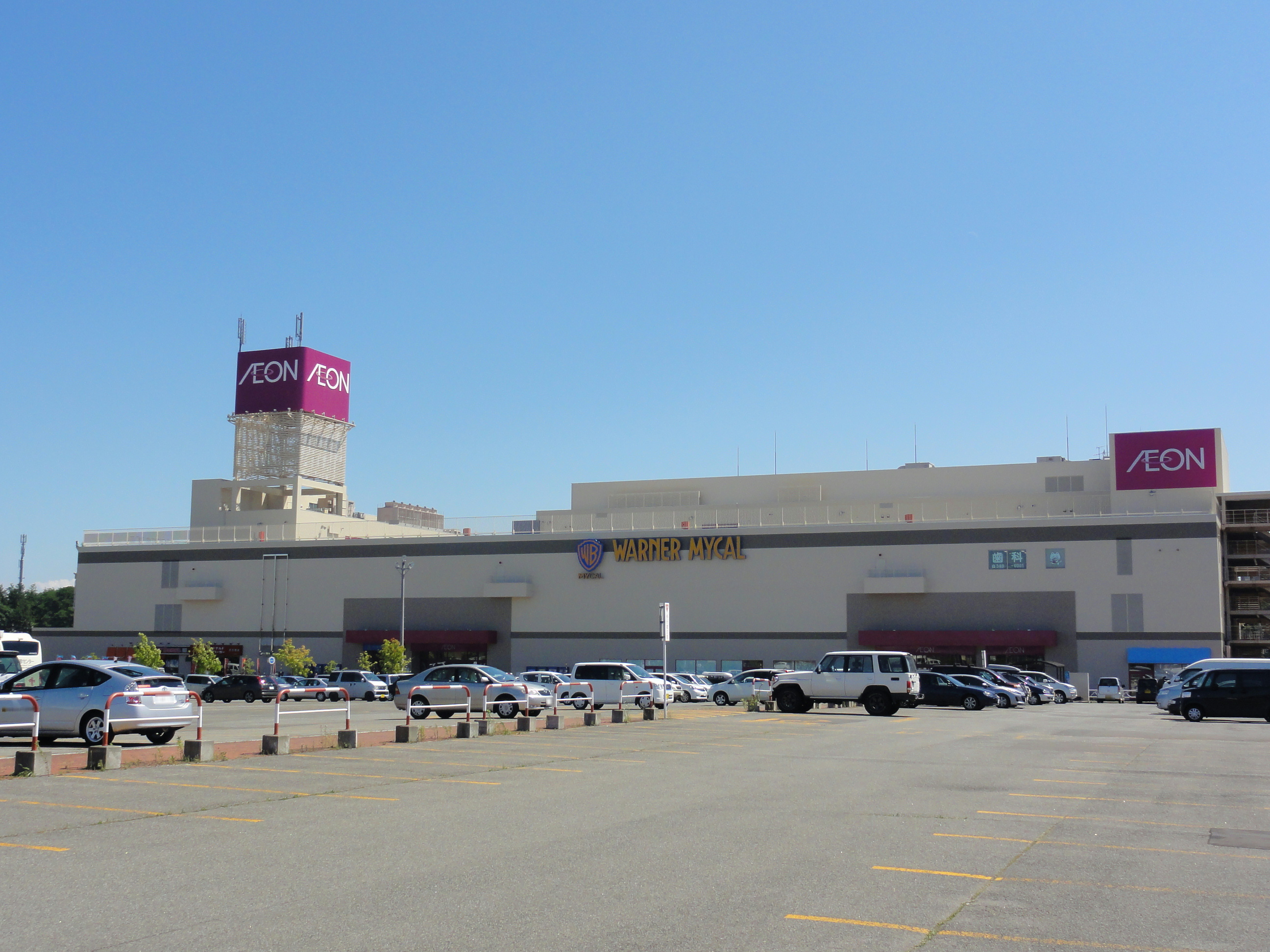
ワーナー・マイカル・シネマズ江別

### 東北
| 劇場名 | 所在地       | 併設施設                   | 規模                | 開館日        | 備考 |
| ------ | ------------ | -------------------------- | ------------------- | ------------- | ---- |
| 弘前   | 青森県弘前市 | 弘前さくら野シティ         | 6スクリーン 1297席  | 1994年9月23日 |      |
| 福島   | 福島県福島市 | 曽根田ショッピングセンター | 7スクリーン 1360席  | 1998年3月1日  |      |
| 米沢   | 山形県米沢市 | イオン米沢店               | 7スクリーン 948席   | 1998年12月5日 |      |
| 北上   | 岩手県北上市 | さくら野百貨店北上店       | 7スクリーン 1303席  | 2000年3月1日  |      |
| 名取   | 宮城県名取市 | イオンモール名取           | 10スクリーン 1611席 | 2007年2月28日 |      |
| 新石巻 | 宮城県石巻市 | イオンモール石巻           | 8スクリーン 1625席  | 2007年3月30日 |      |

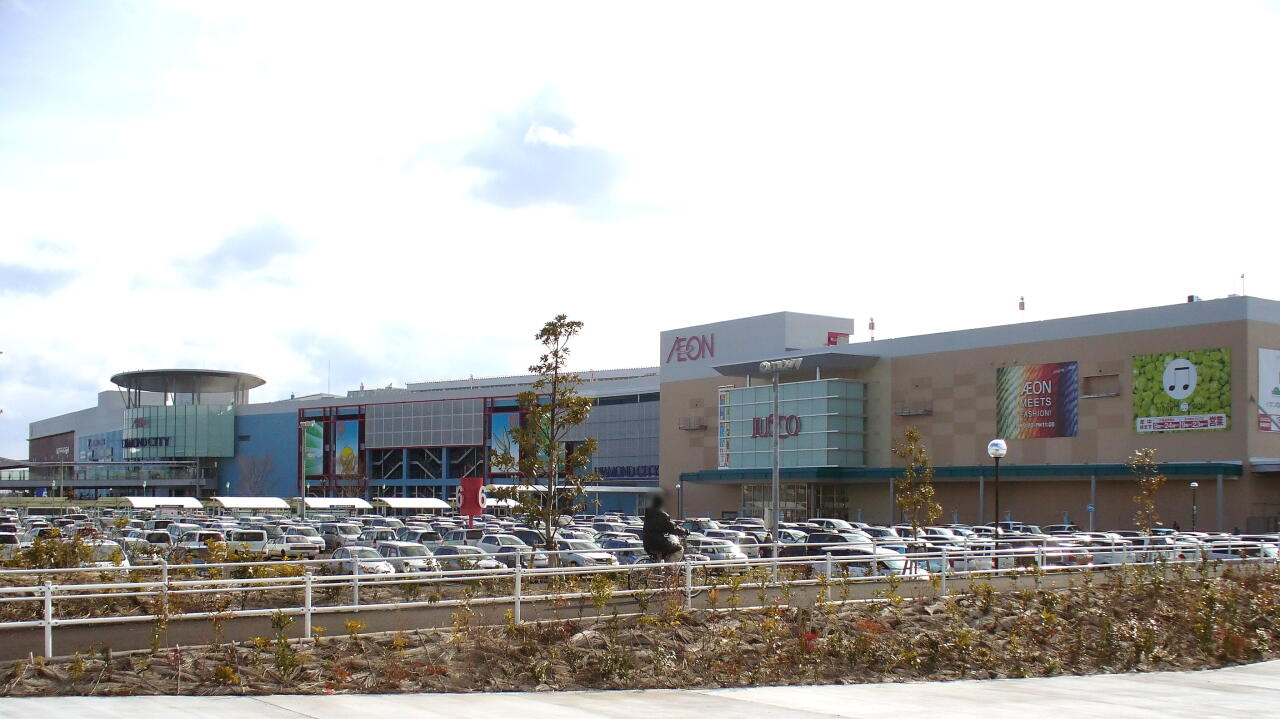
ワーナー・マイカル・シネマズ名取
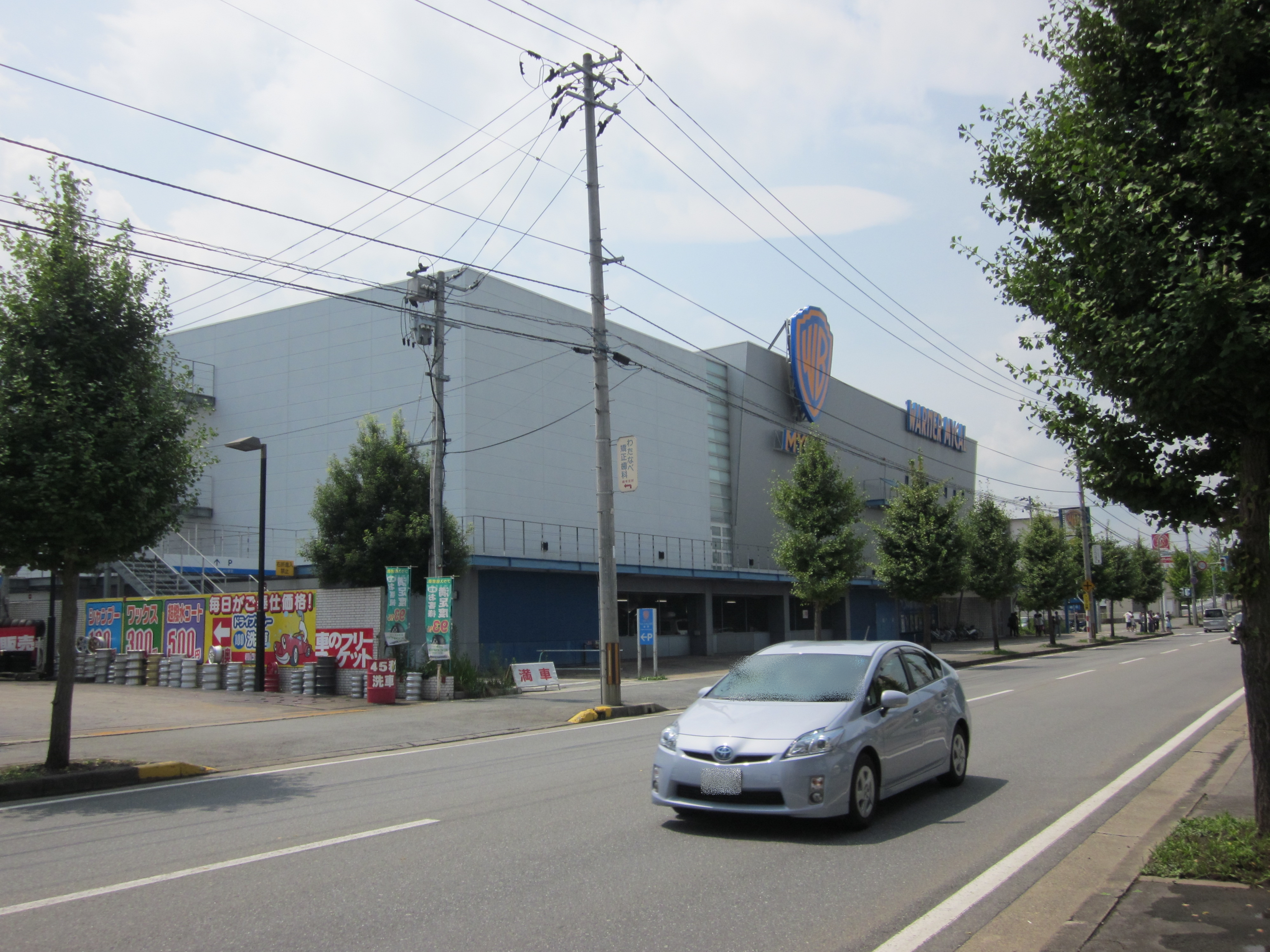
ワーナー・マイカル・シネマズ米沢

### 関東
| 劇場名           | 所在地                 | 併設施設                             | 規模                | 開館日         | 備考                                                   |
| ---------------- | ---------------------- | ------------------------------------ | ------------------- | -------------- | ------------------------------------------------------ |
| 海老名           | 神奈川県海老名市       | イオン海老名店                       | 7スクリーン 1874席  | 1993年4月24日  |                                                        |
| 茅ヶ崎           | 神奈川県茅ヶ崎市       | そよら湘南茅ヶ崎                     | 6スクリーン 1403席  | 1995年3月1日   |                                                        |
| 新百合ヶ丘       | 神奈川県川崎市麻生区   | イオン新百合ヶ丘ショッピングセンター | 9スクリーン 2125席  | 1997年8月29日  |                                                        |
| 大井             | 埼玉県ふじみ野市       | イオン大井店                         | 7スクリーン 1526席  | 1998年10月7日  |                                                        |
| ユーカリが丘     | 千葉県佐倉市           | ユーカリプラザ                       | 8スクリーン 1494席  | 1999年3月6日   | 2018年5月31日に閉館                                    |
| 市川妙典         | 千葉県市川市           | イオン市川妙典店                     | 9スクリーン 2211席  | 1999年4月1日   |                                                        |
| みなとみらい     | 神奈川県横浜市中区     | 横浜ワールドポーターズ               | 8スクリーン 1603席  | 1999年9月10日  |                                                        |
| 板橋             | 東京都板橋区           | イオン板橋ショッピングセンター       | 12スクリーン 2326席 | 2000年5月25日  |                                                        |
| 大宮             | 埼玉県さいたま市北区   | イオン大宮店                         | 8スクリーン 1770席  | 2000年10月21日 |                                                        |
| つきみ野         | 神奈川県大和市         | イオンつきみ野店                     | 9スクリーン 2053席  | 2000年11月9日  | 2018年2月28日に閉館                                    |
| 熊谷             | 埼玉県熊谷市           | イオン熊谷店                         | 8スクリーン 1480席  | 2000年11月16日 |                                                        |
| 多摩センター     | 東京都多摩市           | 丘の上パティオ                       | 8スクリーン 1806席  | 2005年11月15日 |                                                        |
| 千葉ニュータウン | 千葉県印西市           | イオンモール千葉ニュータウン         | 8スクリーン 1868席  | 2006年4月15日  |                                                        |
| 浦和美園         | 埼玉県さいたま市緑区   | イオンモール浦和美園                 | 11スクリーン 2087席 | 2006年4月21日  |                                                        |
| むさし村山       | 東京都武蔵村山市       | イオンモールむさし村山               | 12スクリーン 2175席 | 2006年11月14日 |                                                        |
| 港北ニュータウン | 神奈川県横浜市都筑区   | ノースポート・モール                 | 12スクリーン 2294席 | 2007年4月21日  |                                                        |
| 守谷             | 茨城県守谷市           | イオンタウン守谷                     | 10スクリーン 2154席 | 2007年6月28日  |                                                        |
| 羽生             | 埼玉県羽生市           | イオンモール羽生                     | 9スクリーン 1851席  | 2007年11月2日  |                                                        |
| 日の出           | 東京都西多摩郡日の出町 | イオンモール日の出                   | 9スクリーン 1730席  | 2007年11月23日 |                                                        |
| 春日部           | 埼玉県春日部市         | イオンモール春日部                   | 10スクリーン 1900席 | 2013年3月5日   | ワーナー・マイカル・シネマズとして最後に開館した劇場。 |

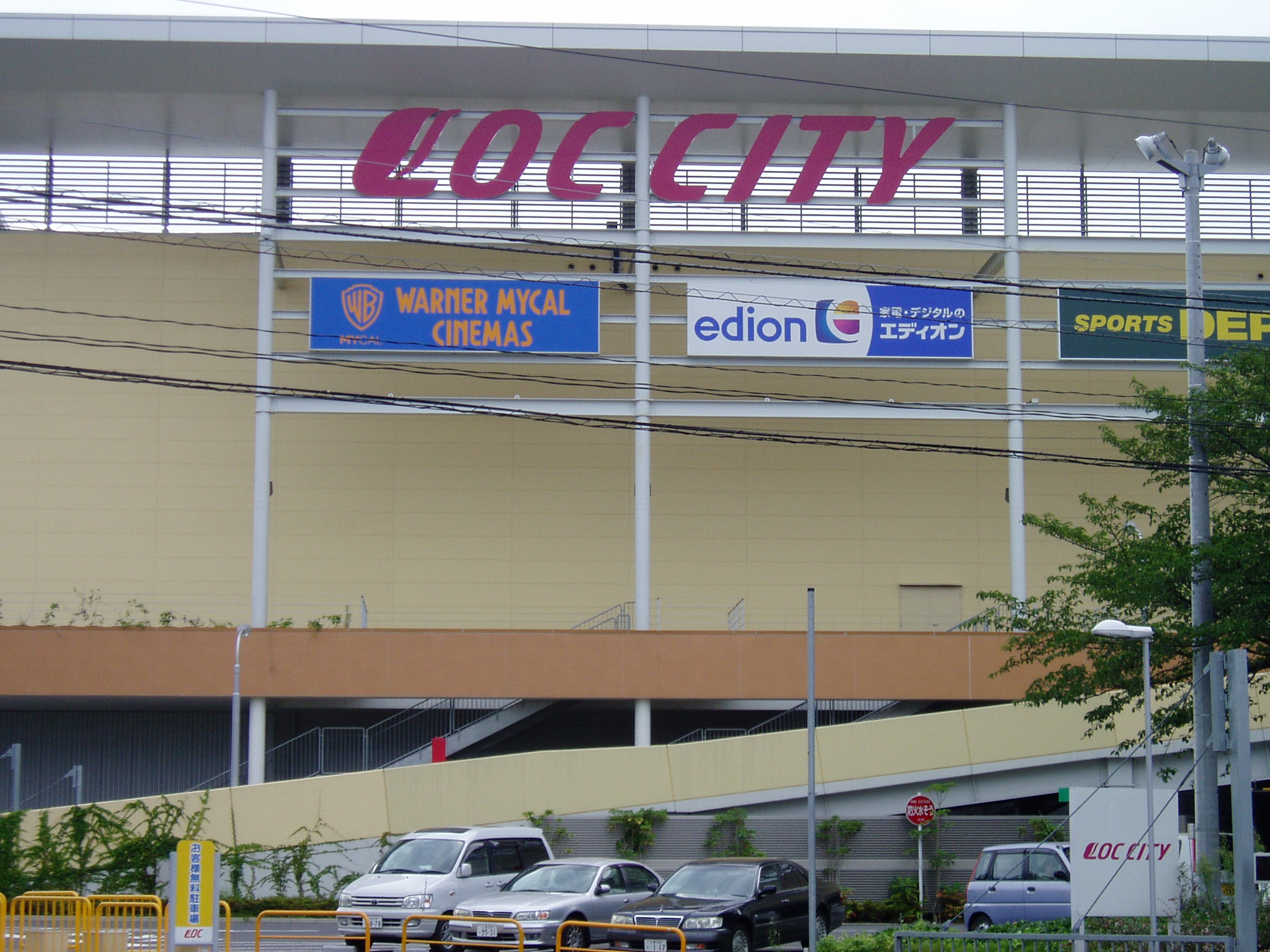
ワーナー・マイカル・シネマズ守谷
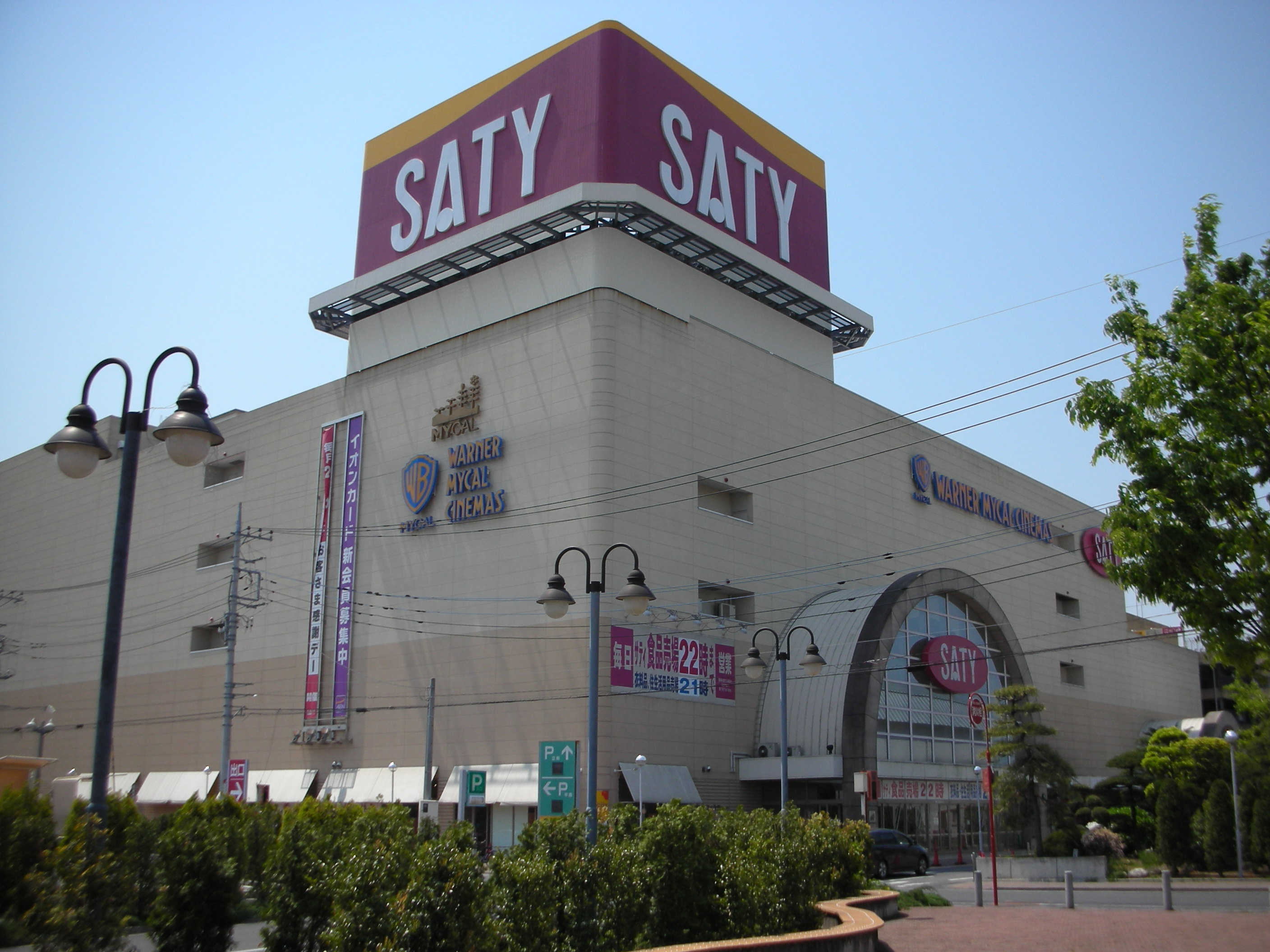
ワーナー・マイカル・シネマズ熊谷
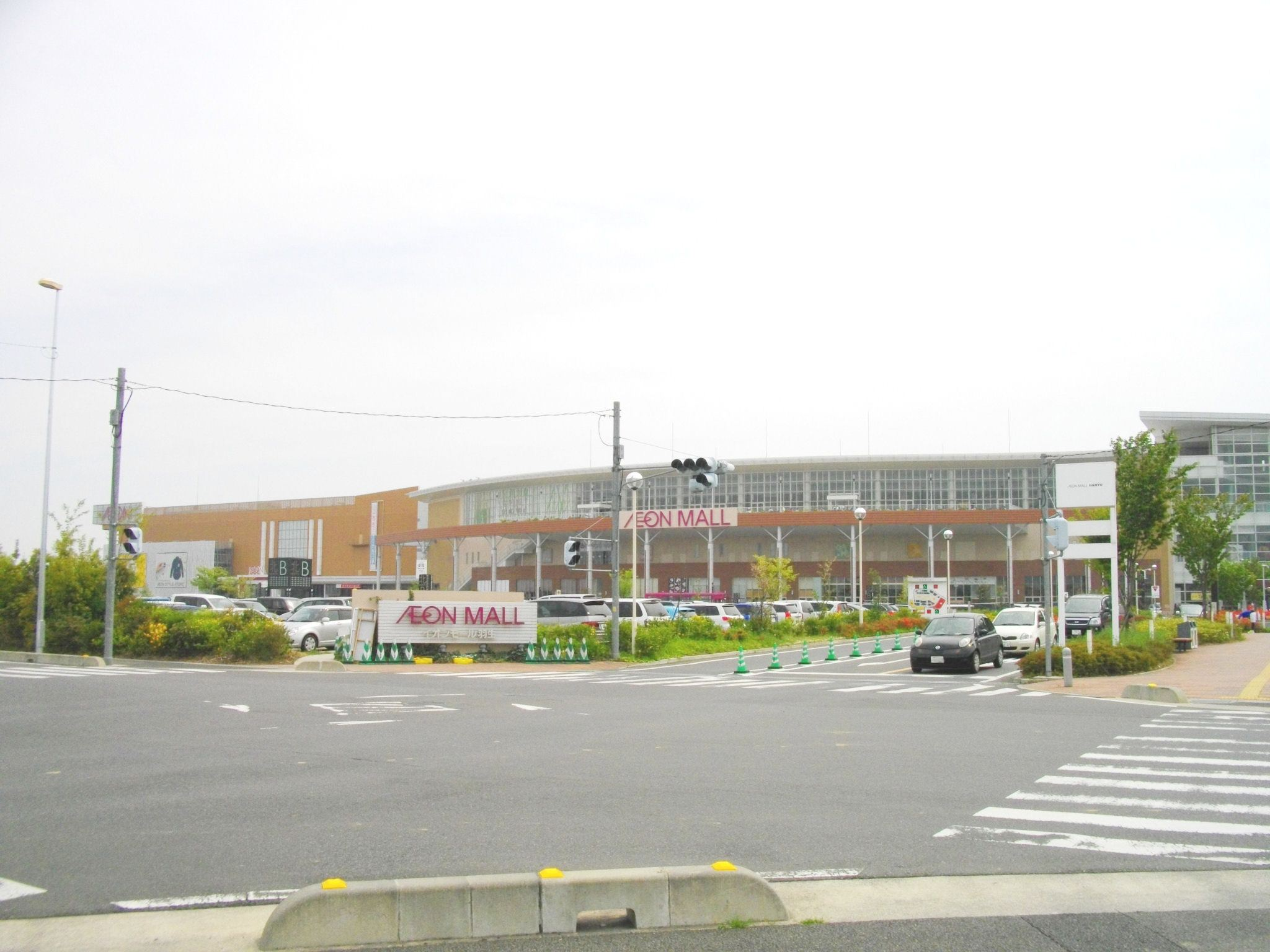
ワーナー・マイカル・シネマズ羽生
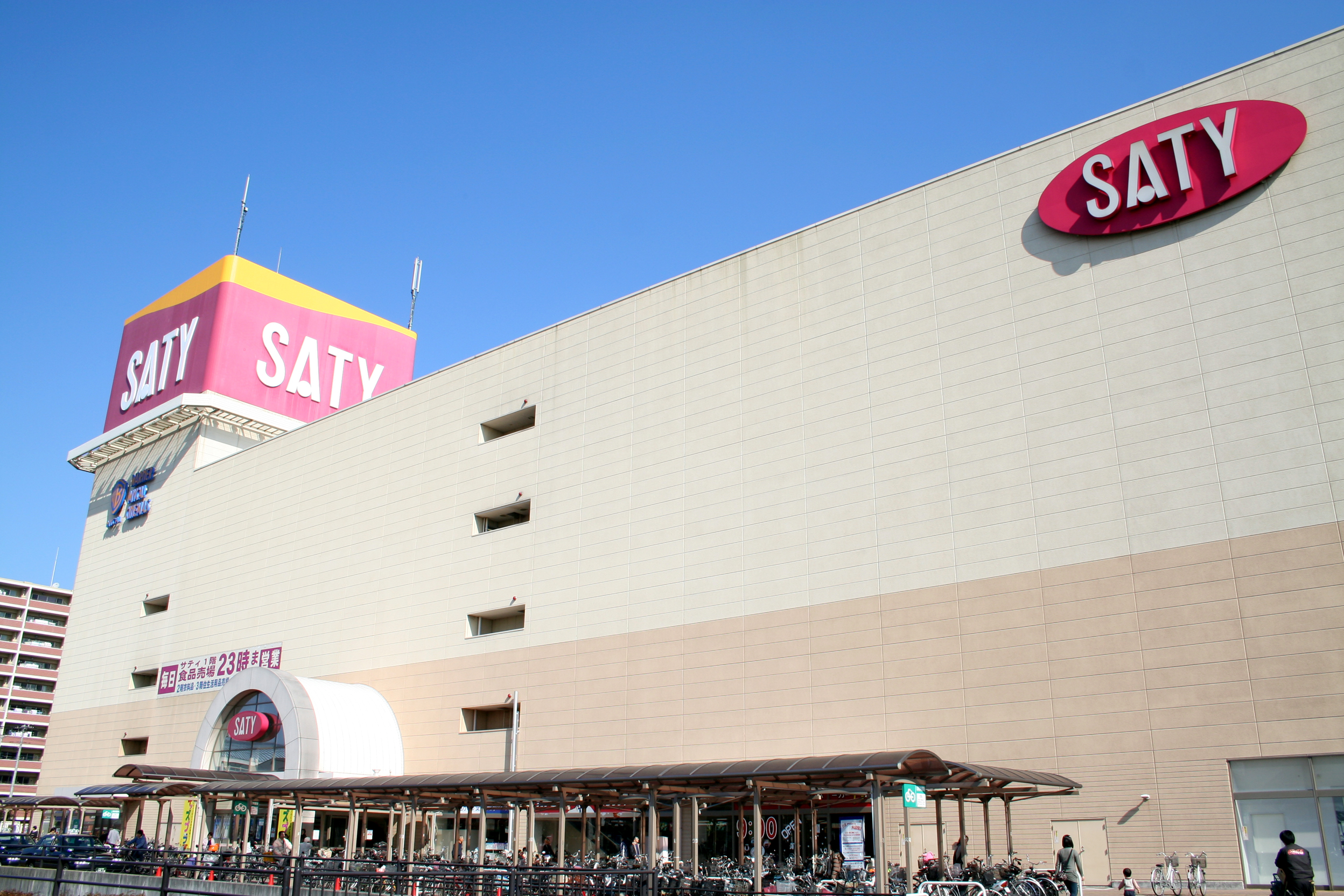
ワーナー・マイカル・シネマズ大宮
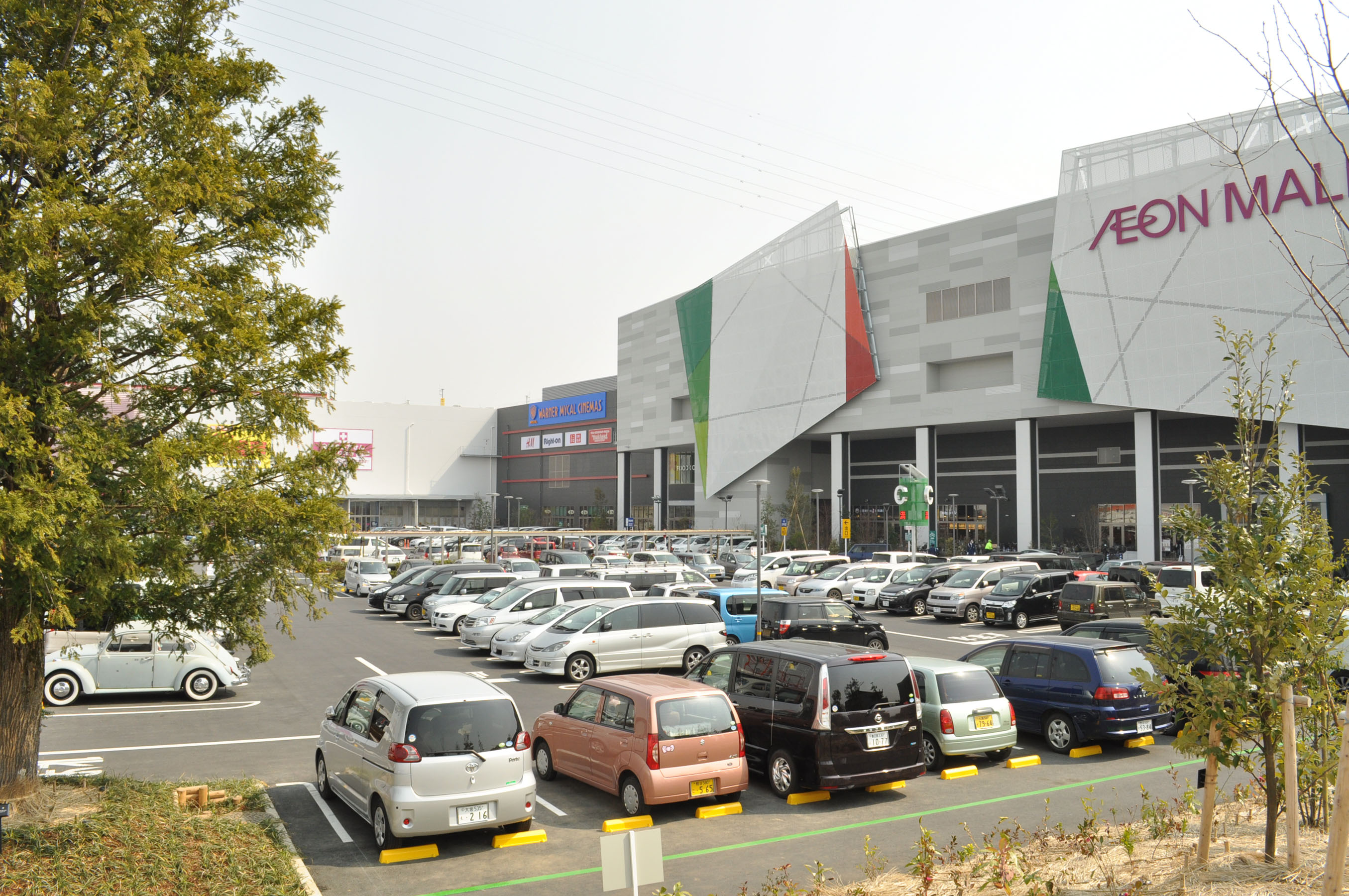
ワーナー・マイカル・シネマズ春日部
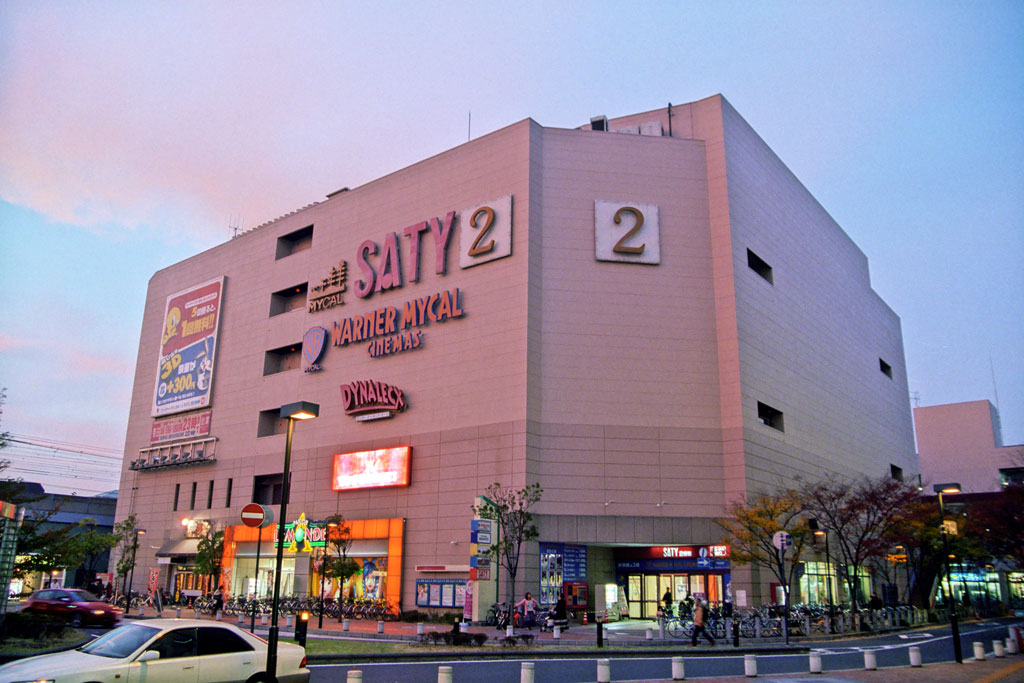
ワーナー・マイカル・シネマズ市川妙典
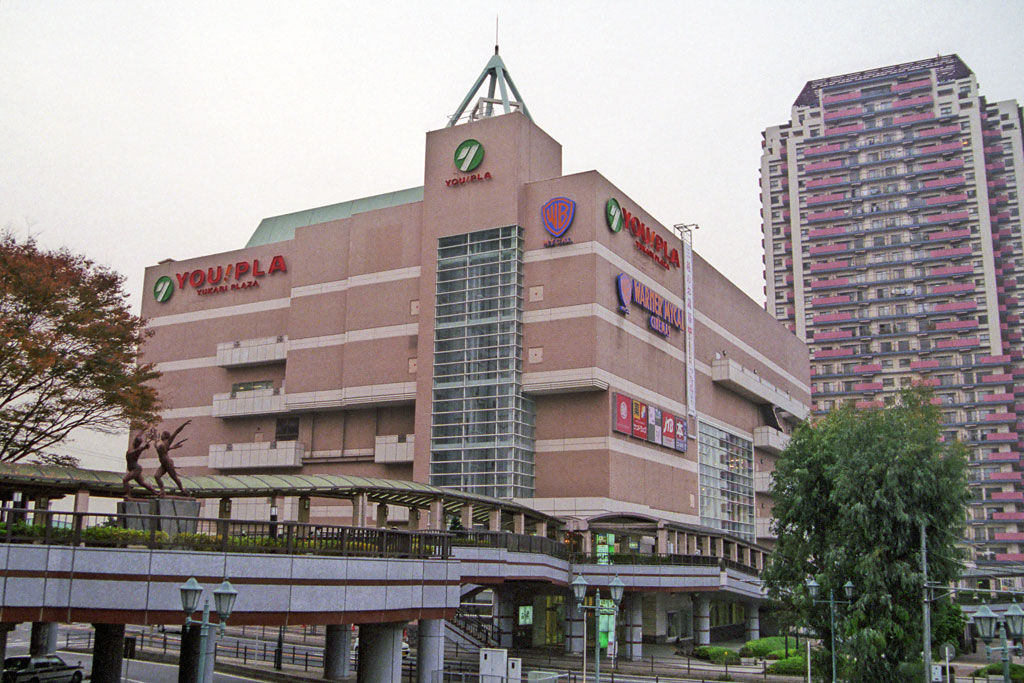
ワーナー・マイカル・シネマズユーカリが丘
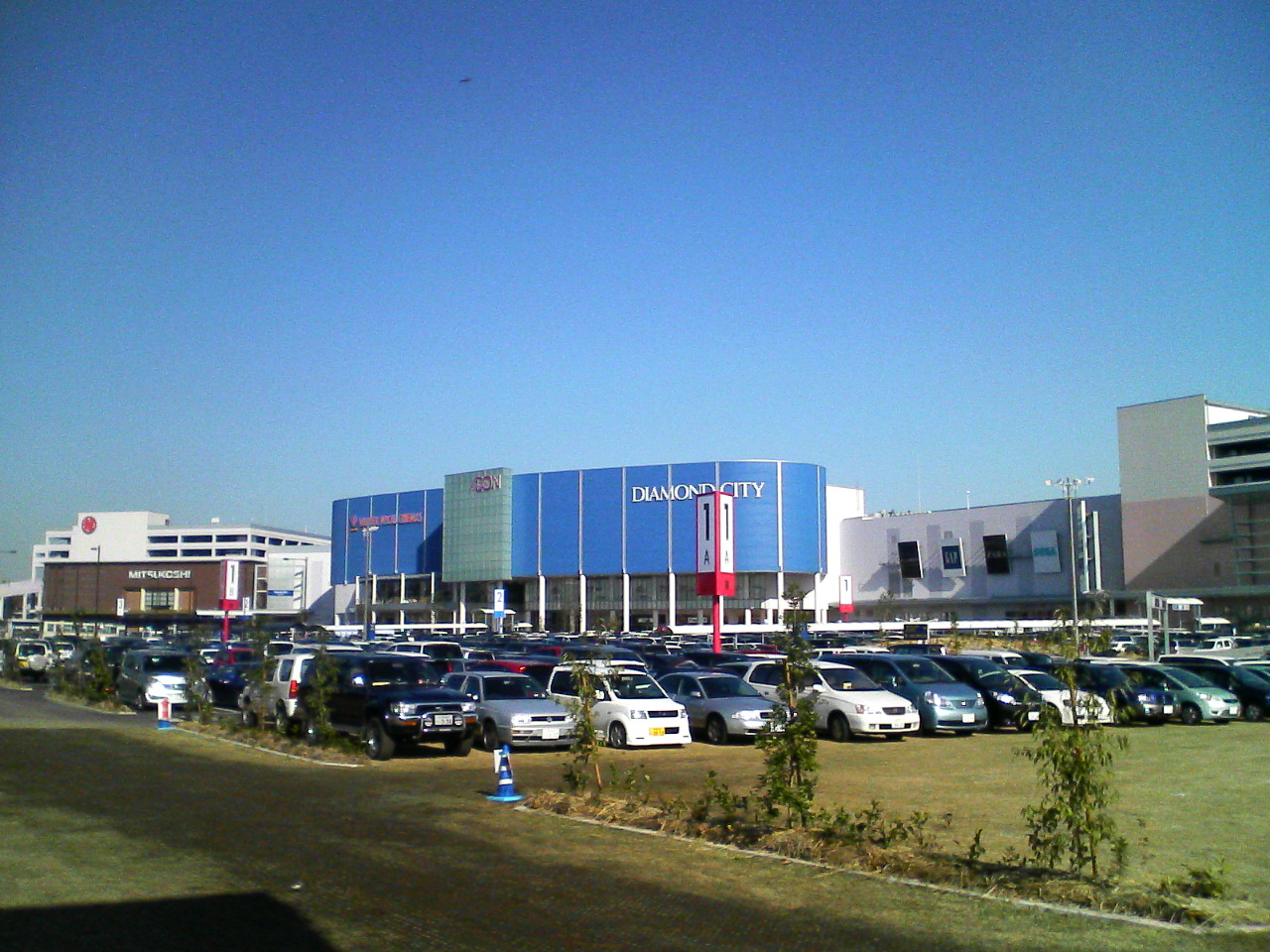
ワーナー・マイカル・シネマズむさし村山
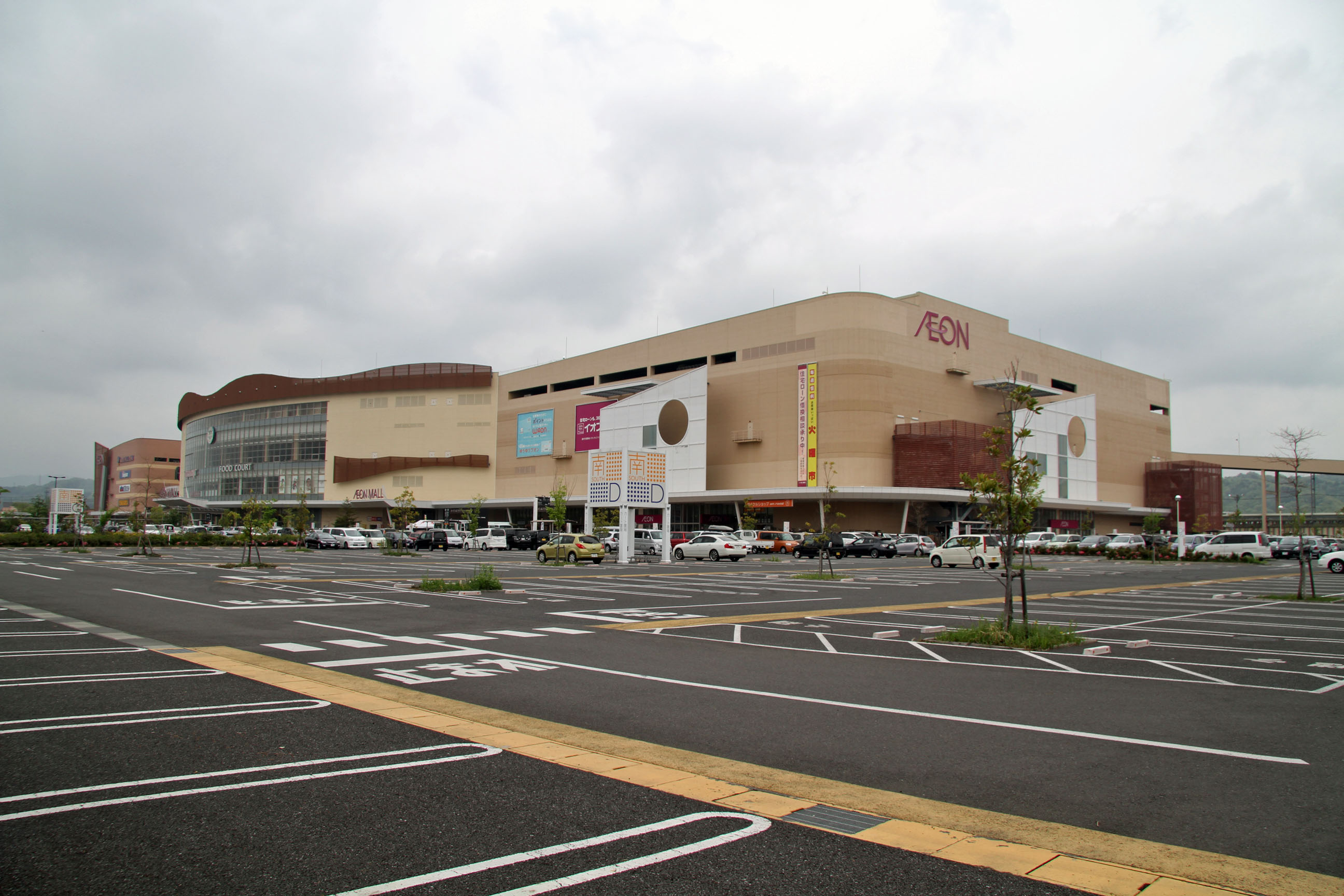
ワーナー・マイカル・シネマズ日の出
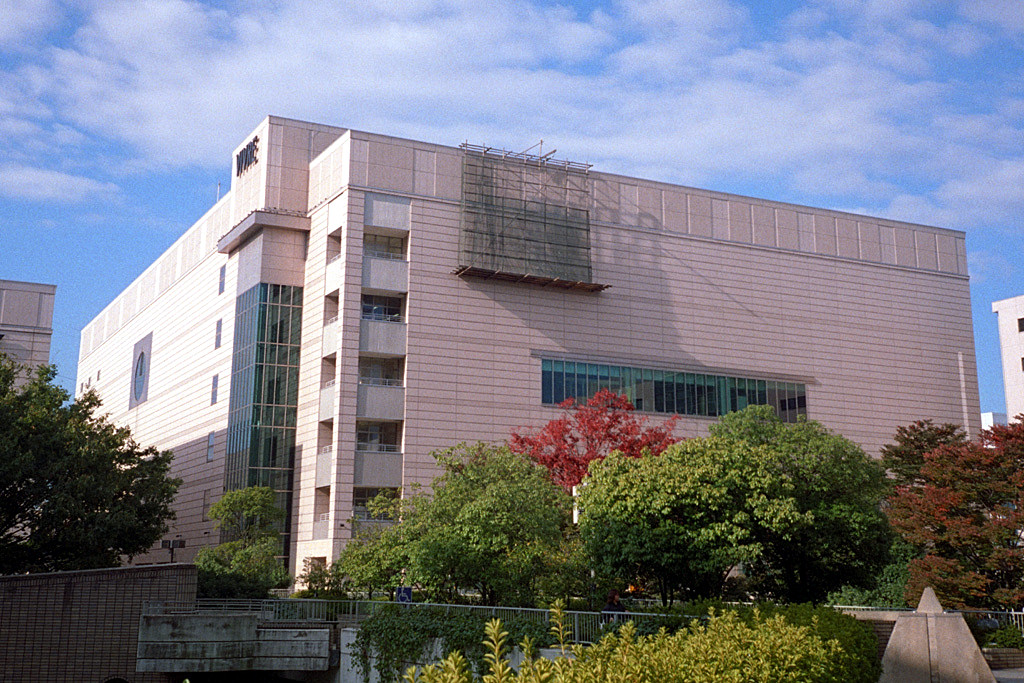
ワーナー・マイカル・シネマズ新百合ヶ丘
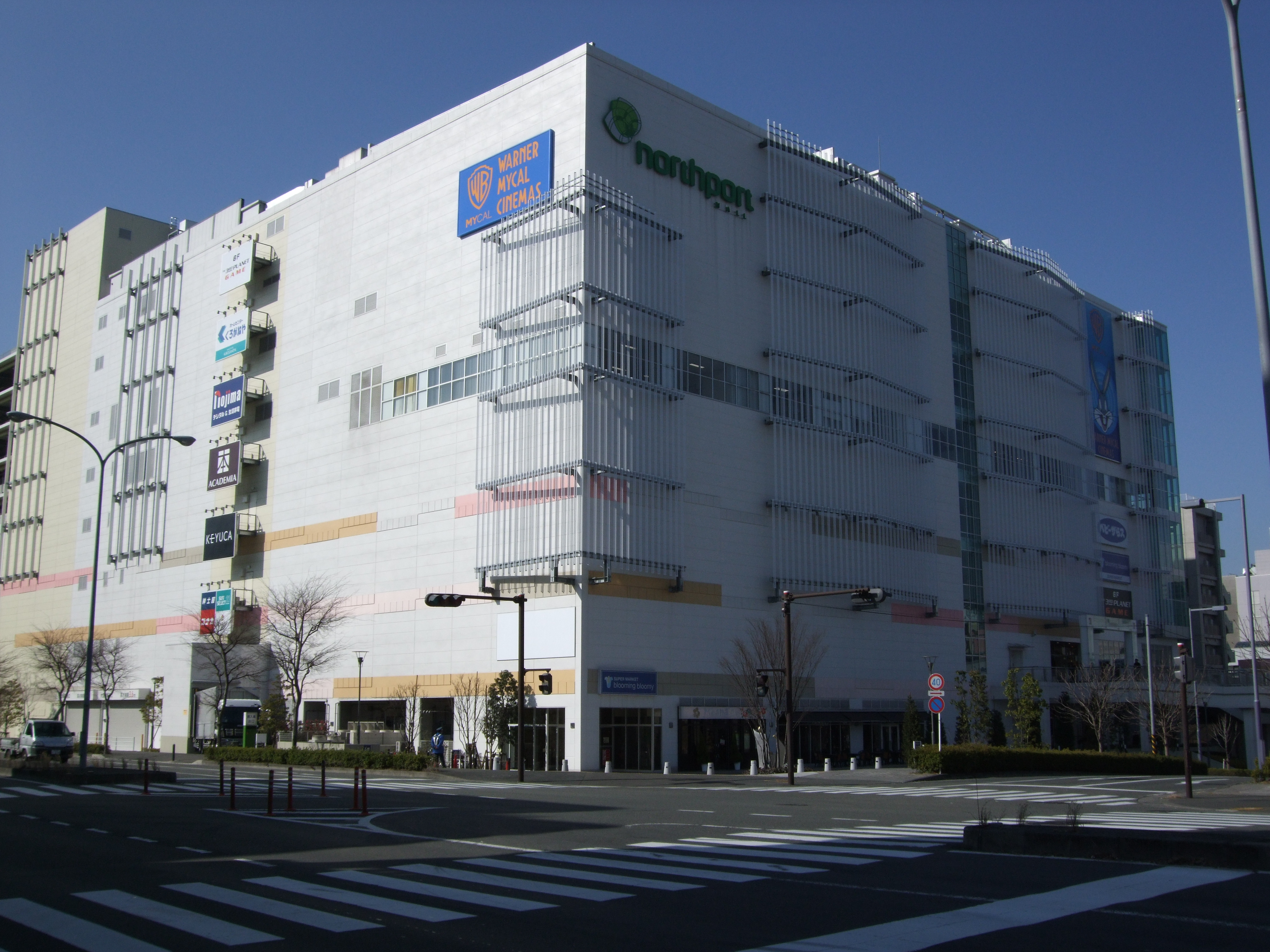
ワーナー・マイカル・シネマズ港北ニュータウン
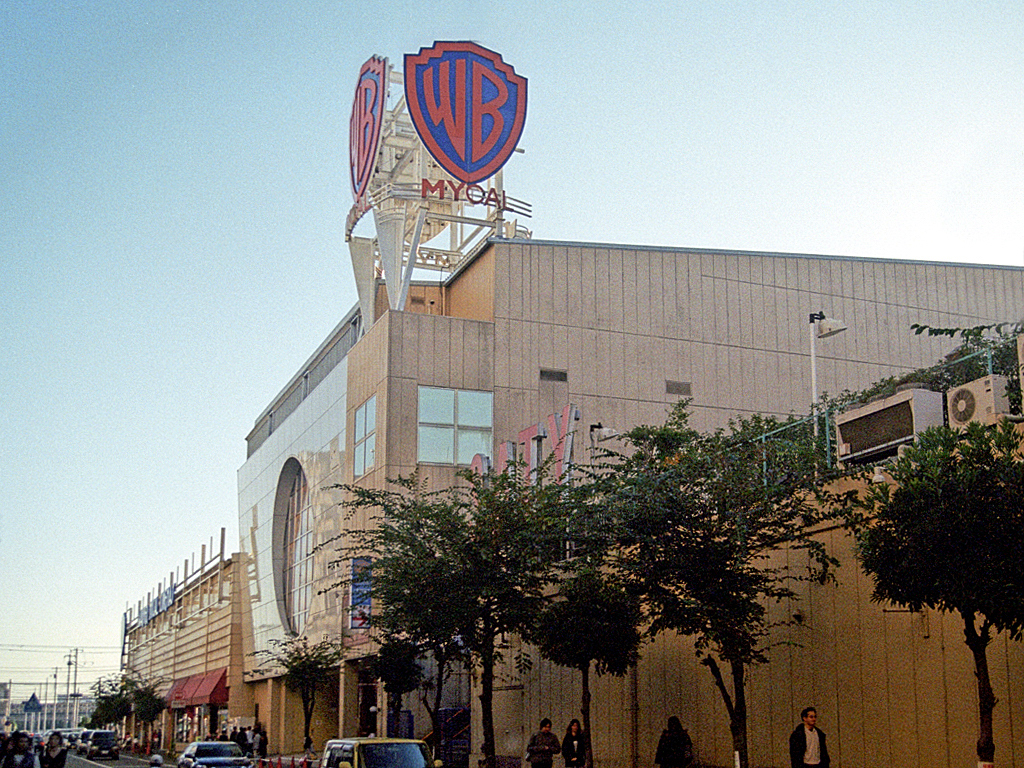
ワーナー・マイカル・シネマズ海老名
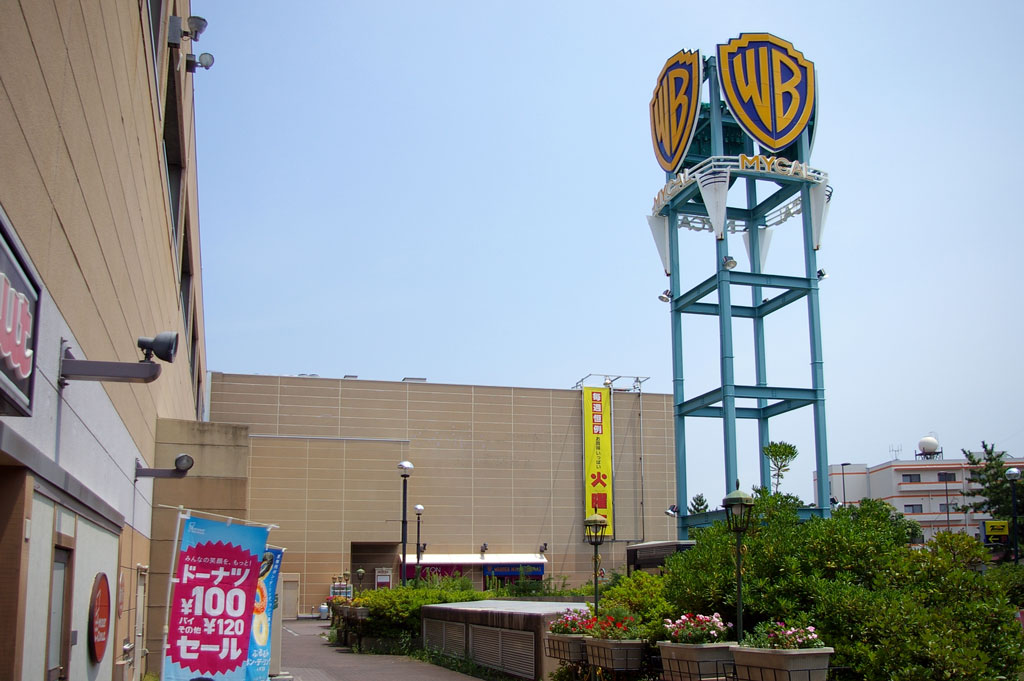
ワーナー・マイカル・シネマズ茅ヶ崎
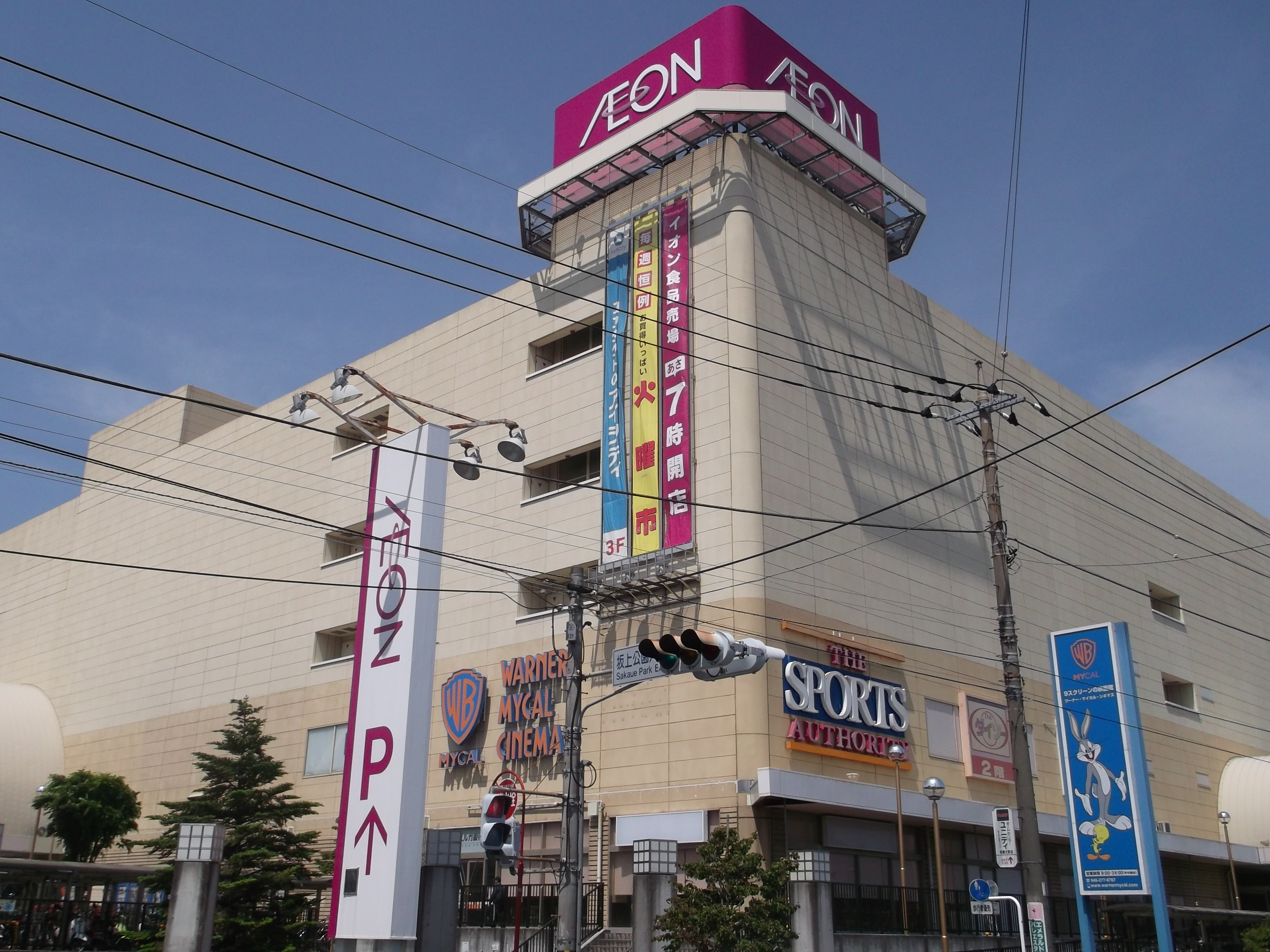
ワーナー・マイカル・シネマズつきみ野
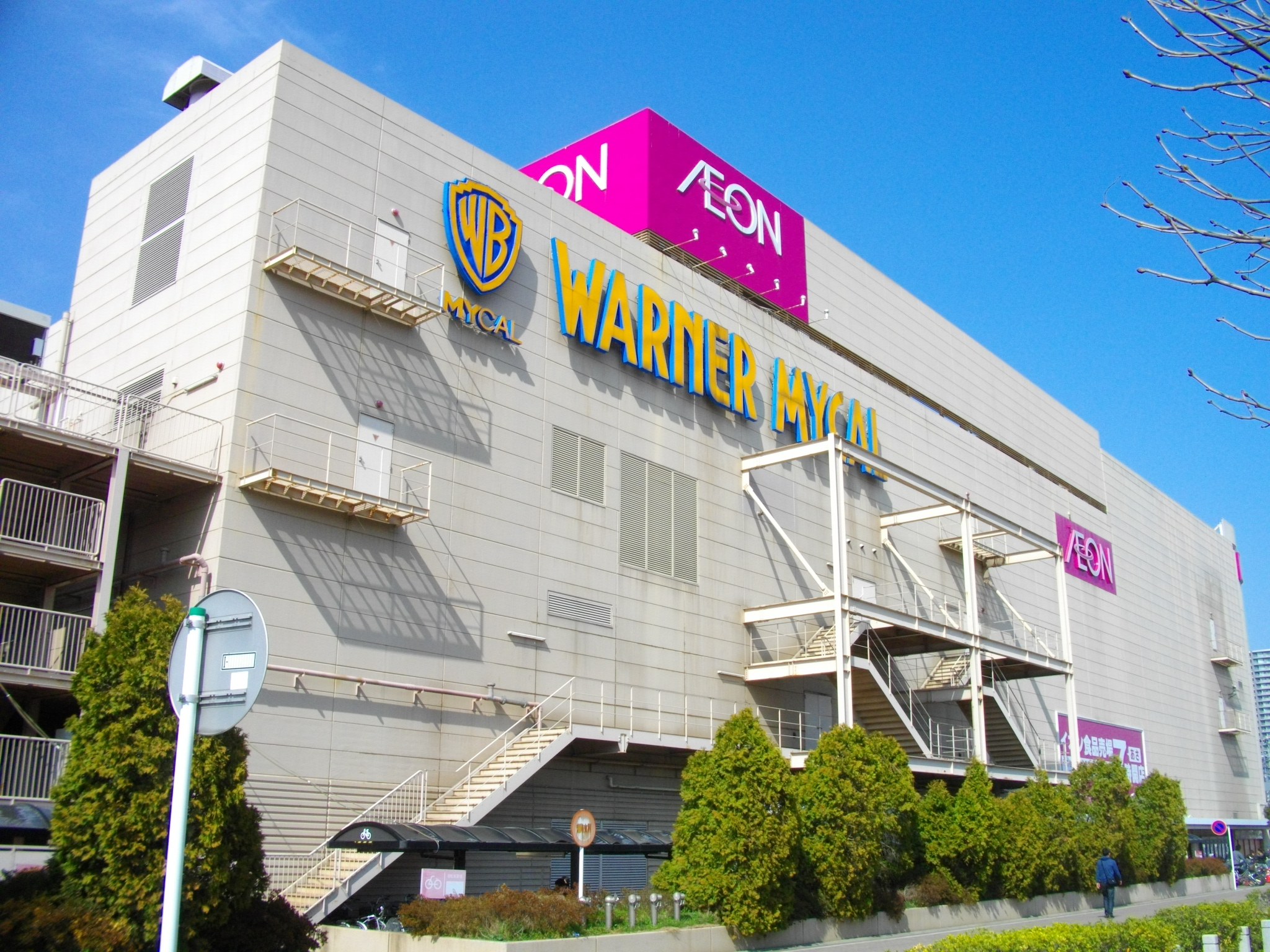
ワーナー・マイカル・シネマズ大井
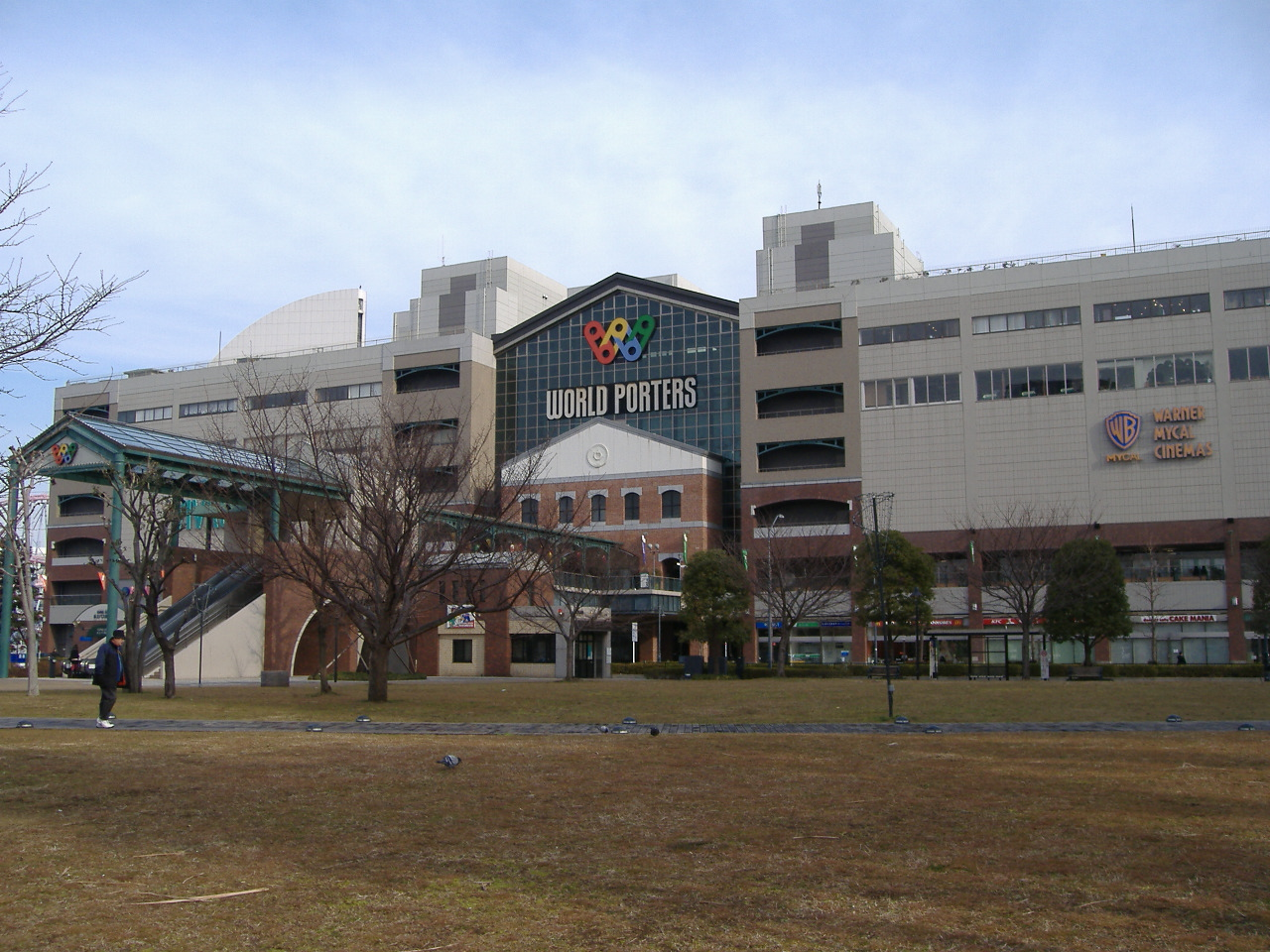
ワーナー・マイカル・シネマズみなとみらい

### 北信越
| 劇場名 | 所在地             | 併設施設                         | 規模               | 開館日         | 備考                |
| ------ | ------------------ | -------------------------------- | ------------------ | -------------- | ------------------- |
| 県央   | 新潟県燕市         | イオン県央店                     | 7スクリーン 1349席 | 1997年9月27日  |                     |
| 御経塚 | 石川県野々市市     | イオン御経塚ショッピングセンター | 8スクリーン 1661席 | 1998年3月14日  | 2021年5月31日に閉館 |
| 金沢   | 石川県金沢市       | イオン金沢店                     | 8スクリーン 1758席 | 2000年4月21日  |                     |
| 新潟   | 新潟県新潟市西区   | イオン新潟西店                   | 9スクリーン 2160席 | 2000年10月20日 |                     |
| 新潟南 | 新潟県新潟市江南区 | イオンモール新潟南               | 9スクリーン 1702席 | 2007年10月26日 |                     |

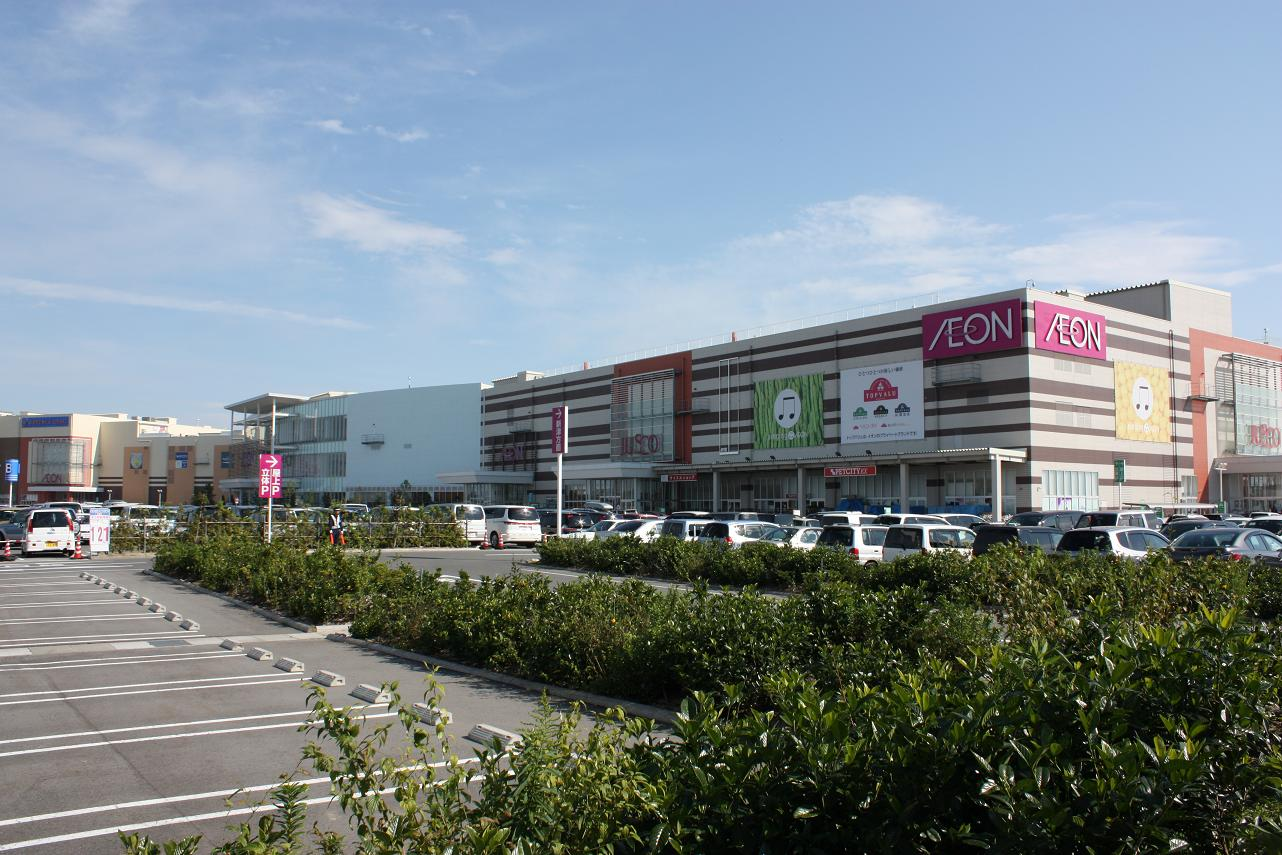
ワーナー・マイカル・シネマズ新潟南
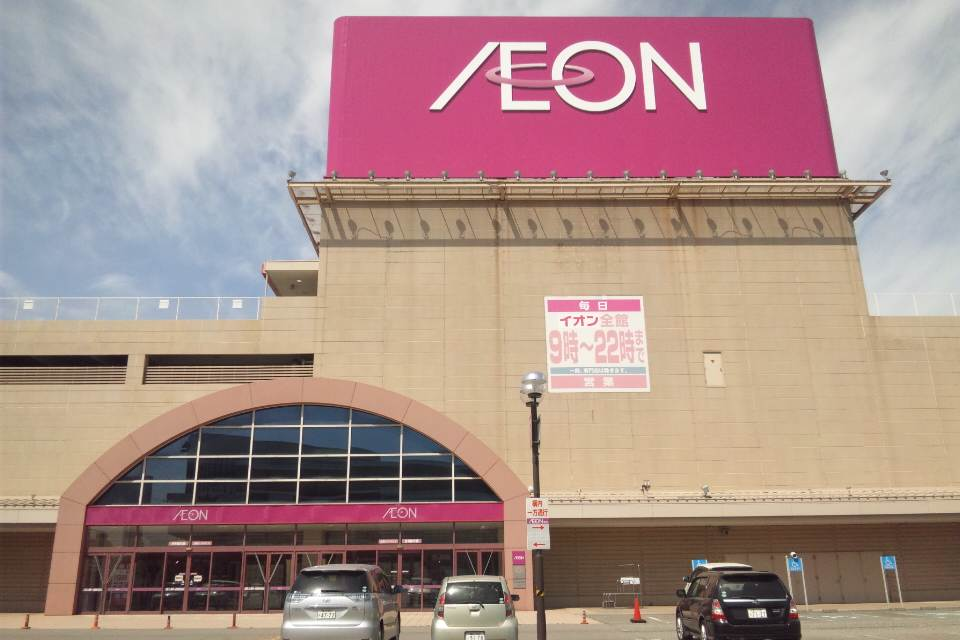
ワーナー・マイカル・シネマズ御経塚

### 中部・近畿
| 劇場名             | 所在地               | 併設施設                           | 規模                | 開館日         | 備考                |
| ------------------ | -------------------- | ---------------------------------- | ------------------- | -------------- | ------------------- |
| 桑名               | 三重県桑名市         | イオン桑名ショッピングセンター     | 8スクリーン 1875席  | 1995年3月24日  |                     |
| 明石               | 兵庫県明石市         | イオン明石ショッピングセンター     | 7スクリーン 1796席  | 1997年10月23日 |                     |
| 豊川               | 愛知県豊川市         | イオン豊川店                       | 7スクリーン 1771席  | 1998年9月22日  |                     |
| 近江八幡           | 滋賀県近江八幡市     | イオン近江八幡ショッピングセンター | 8スクリーン 1762席  | 2000年10月6日  |                     |
| 三田ウッディタウン | 兵庫県三田市         | イオン三田ウッディタウン店         | 7スクリーン 1555席  | 2000年11月1日  |                     |
| 西大和             | 奈良県北葛城郡河合町 | イオン西大和店                     | 7スクリーン 1318席  | 2000年12月1日  | 2022年8月21日に閉館 |
| 津                 | 三重県津市           | イオン津ショッピングセンター       | 7スクリーン 1589席  | 2000年12月15日 | 2025年6月15日に閉館 |
| 茨木               | 大阪府茨木市         | イオン茨木ショッピングセンター     | 10スクリーン 2100席 | 2001年1月1日   |                     |
| 加古川             | 兵庫県加古川市       | イオン加古川店                     | 8スクリーン 1541席  | 2001年1月26日  |                     |
| 鈴鹿               | 三重県鈴鹿市         | イオンモール鈴鹿                   | 8スクリーン 1670席  | 2003年7月12日  |                     |
| りんくう泉南       | 大阪府泉南市         | イオンモールりんくう泉南           | 8スクリーン 1797席  | 2004年11月12日 |                     |
| 大日               | 大阪府守口市         | イオンモール大日                   | 8スクリーン 1679席  | 2006年9月21日  |                     |
| 高の原             | 京都府木津川市       | イオンモール高の原                 | 9スクリーン 1639席  | 2007年4月26日  |                     |
| 各務原             | 岐阜県各務原市       | イオンモール各務原                 | 10スクリーン 1694席 | 2007年7月28日  |                     |
| 草津               | 滋賀県草津市         | イオンモール草津                   | 9スクリーン 1556席  | 2008年11月26日 |                     |
| 大高               | 愛知県名古屋市緑区   | イオンモール大高                   | 10スクリーン 1923席 | 2010年3月23日  |                     |

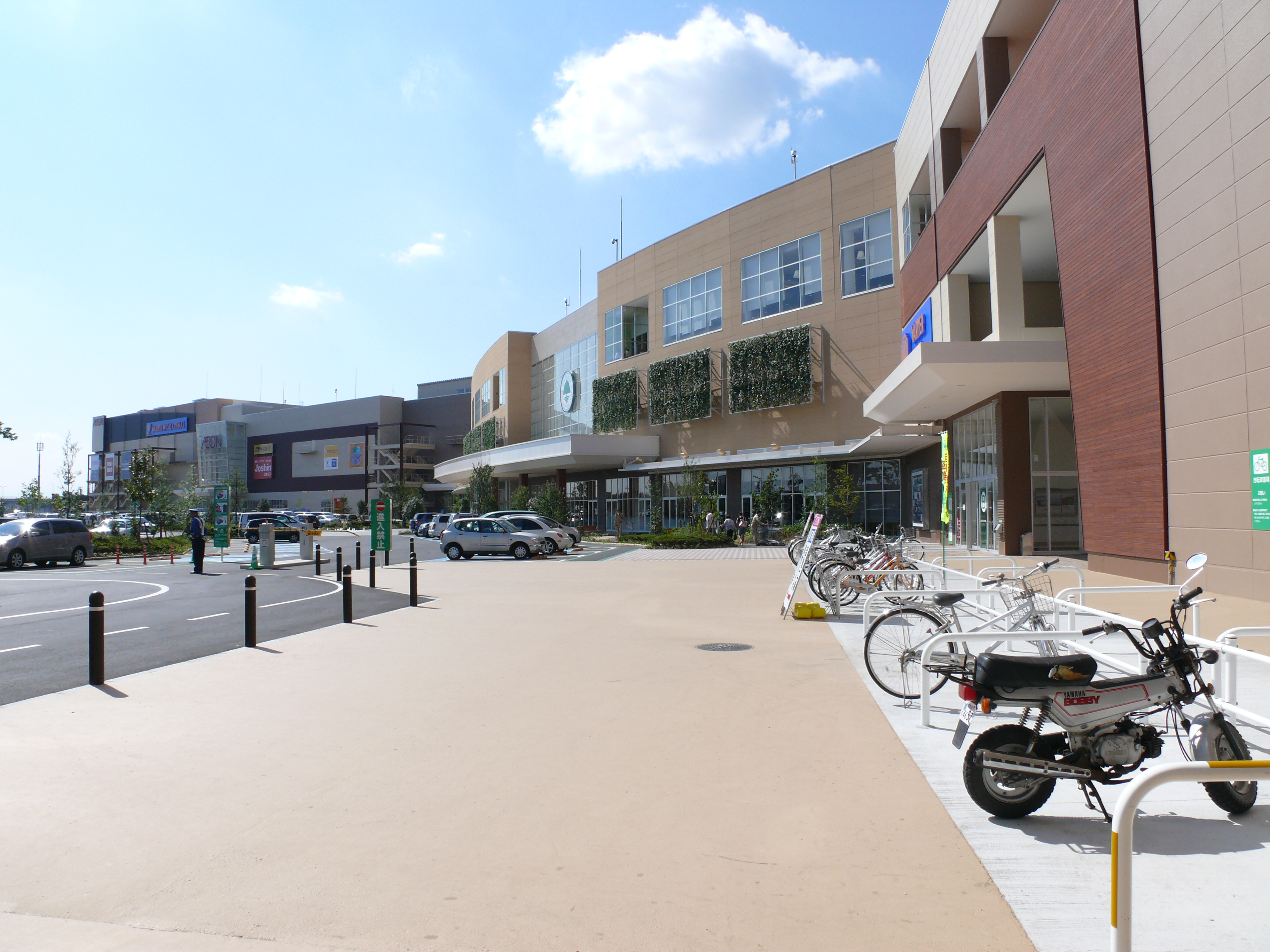
ワーナー・マイカル・シネマズ各務原
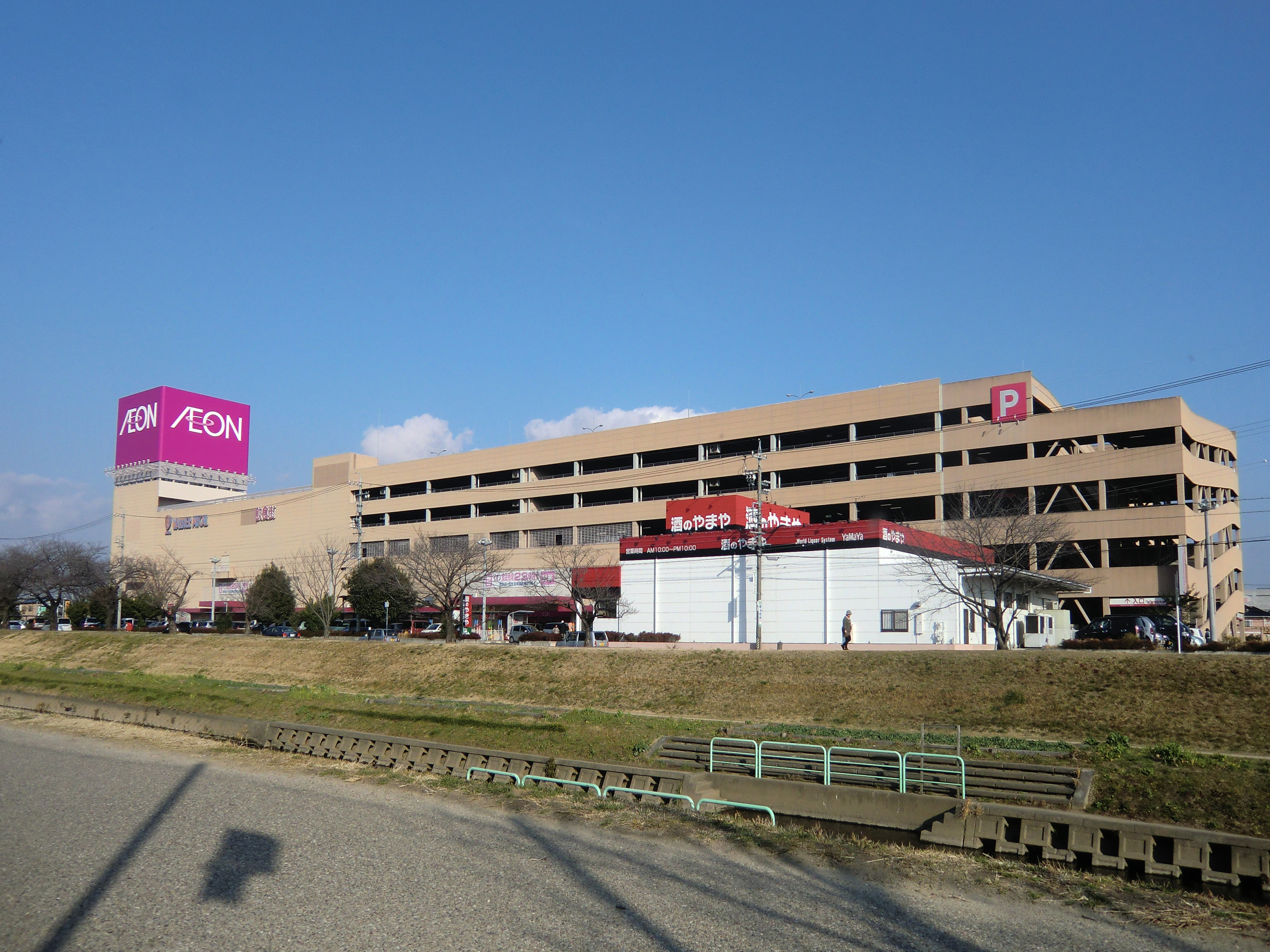
ワーナー・マイカル・シネマズ豊川
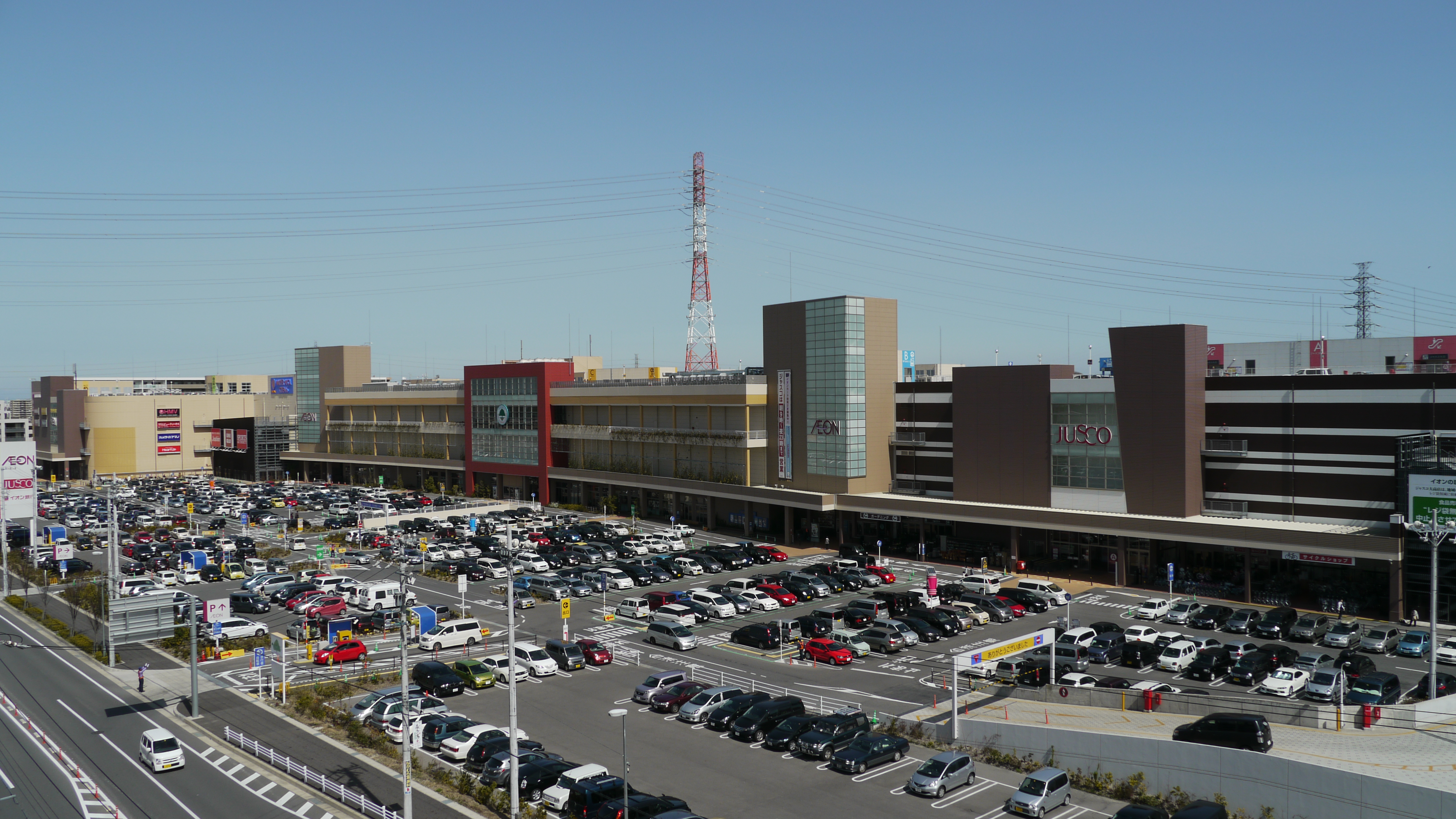
ワーナー・マイカル・シネマズ大高
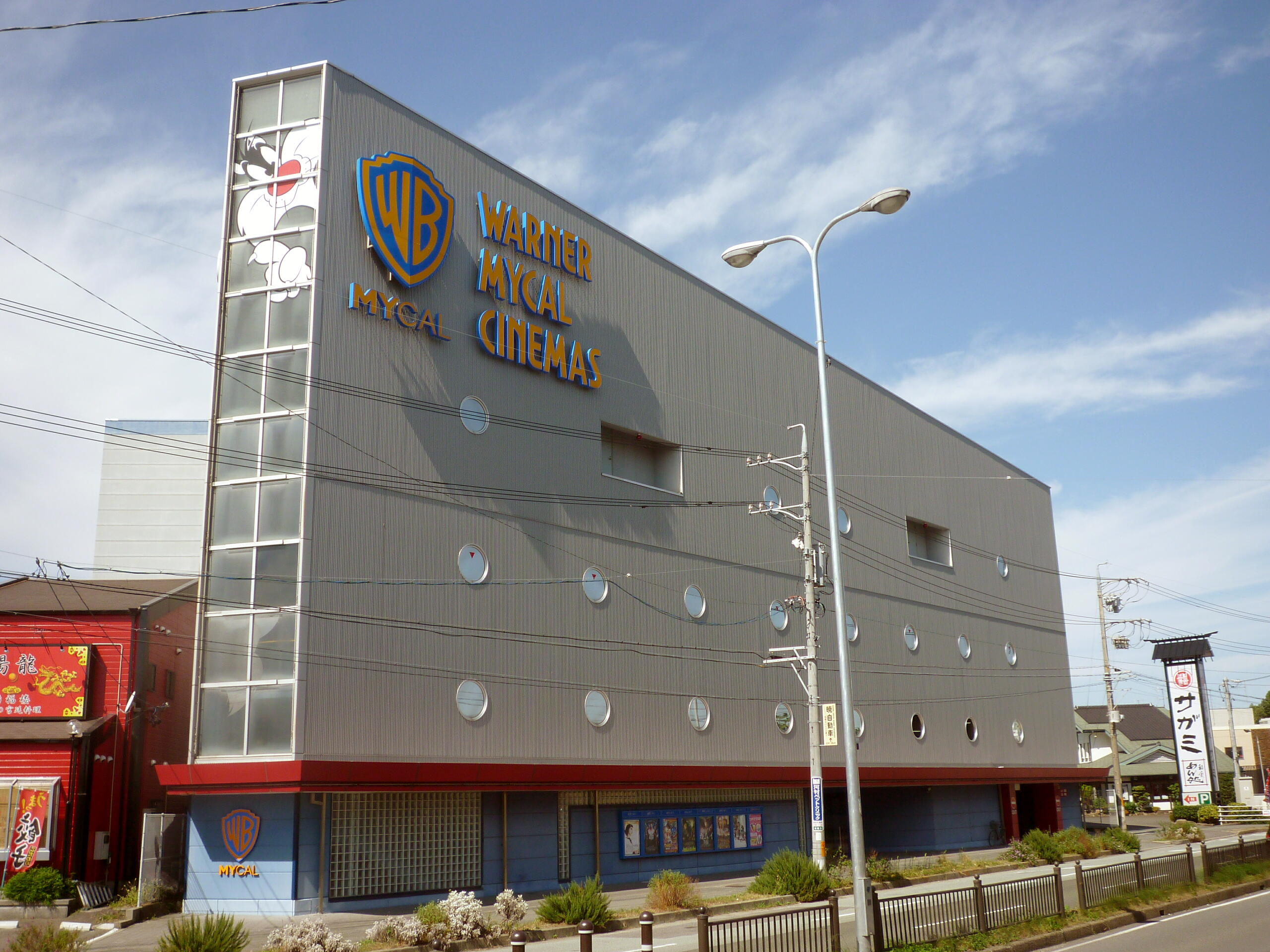
ワーナー・マイカル・シネマズ津
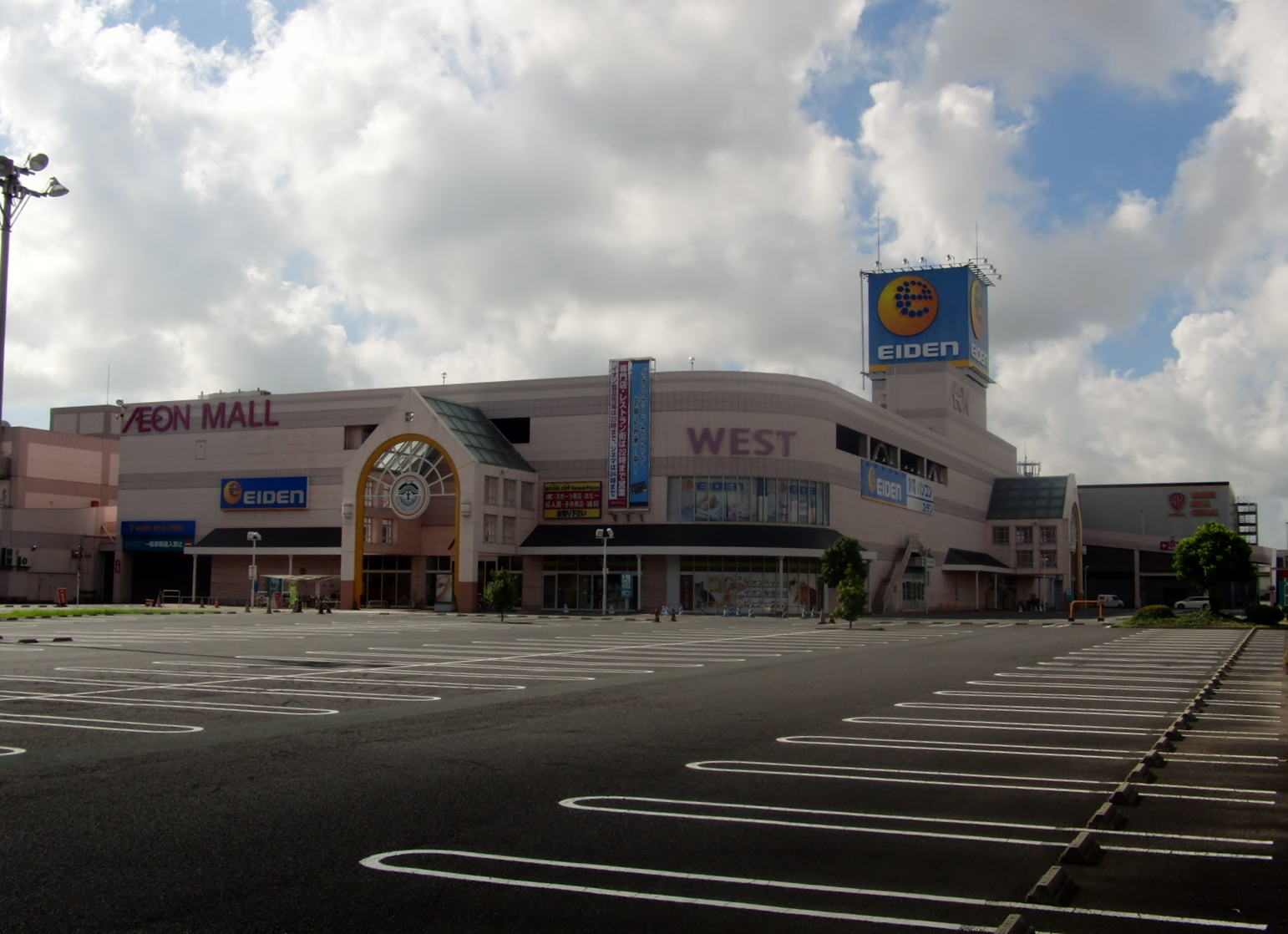
ワーナー・マイカル・シネマズ鈴鹿
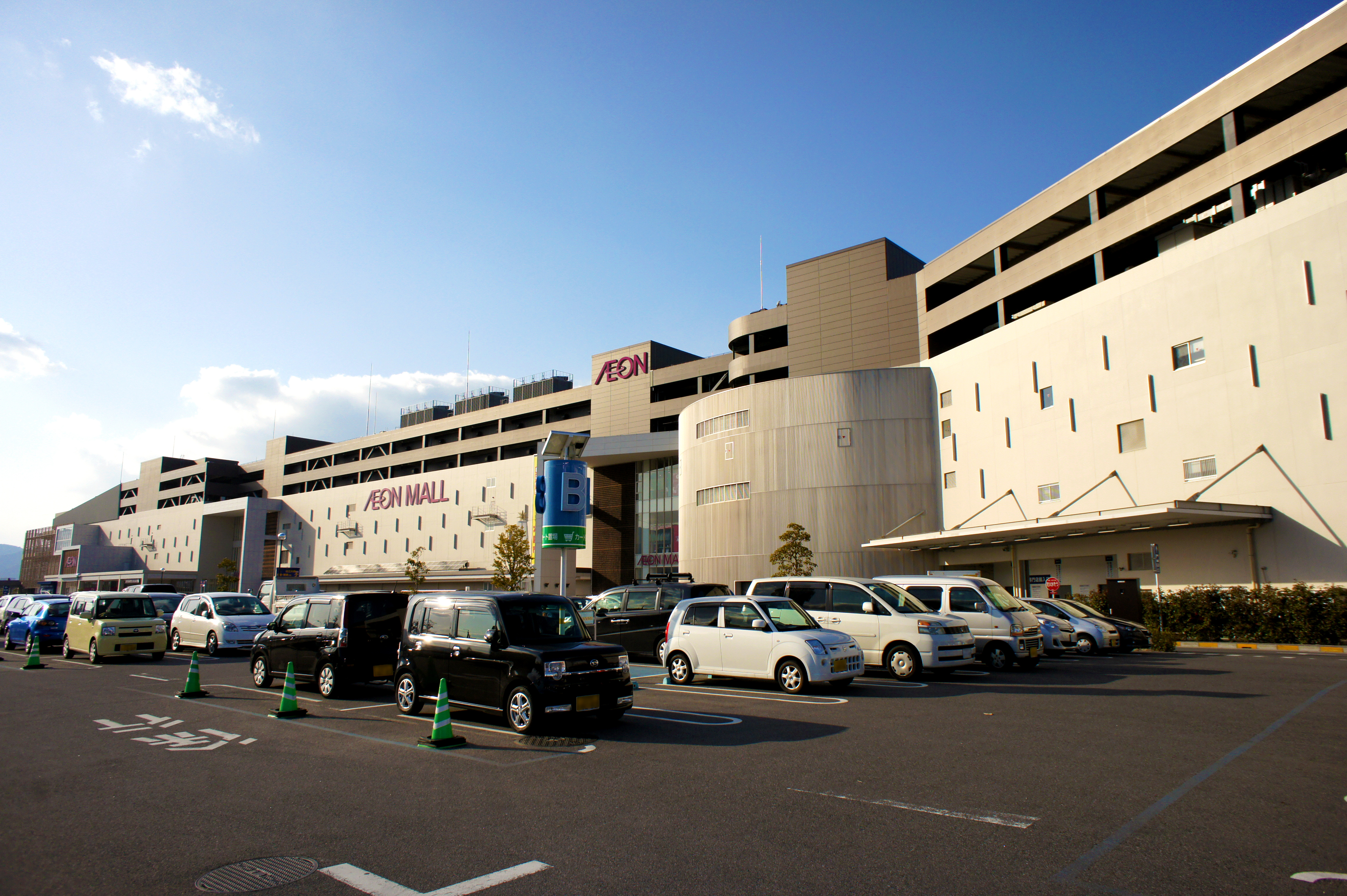
ワーナー・マイカル・シネマズ草津
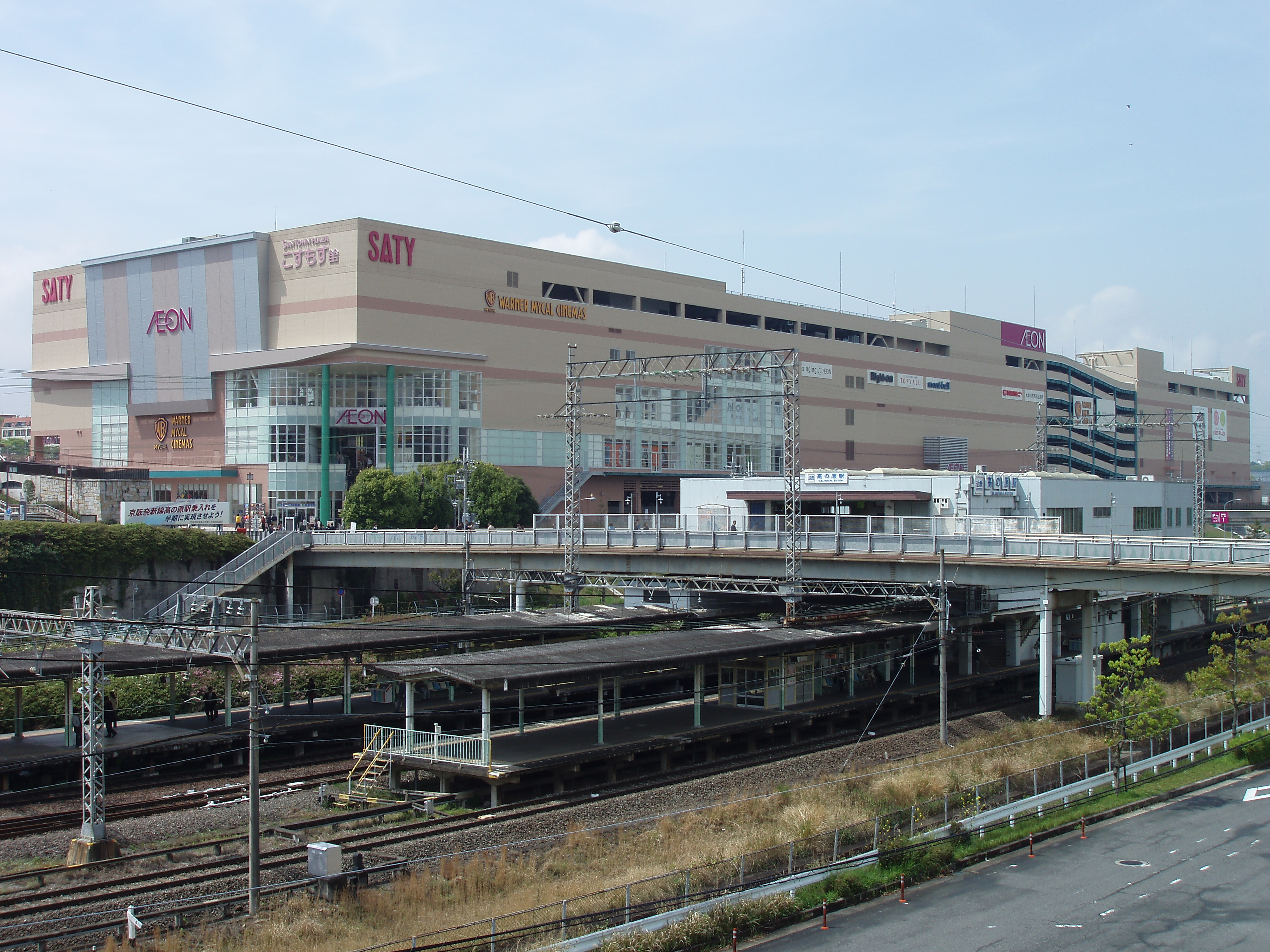
ワーナー・マイカル・シネマズ高の原
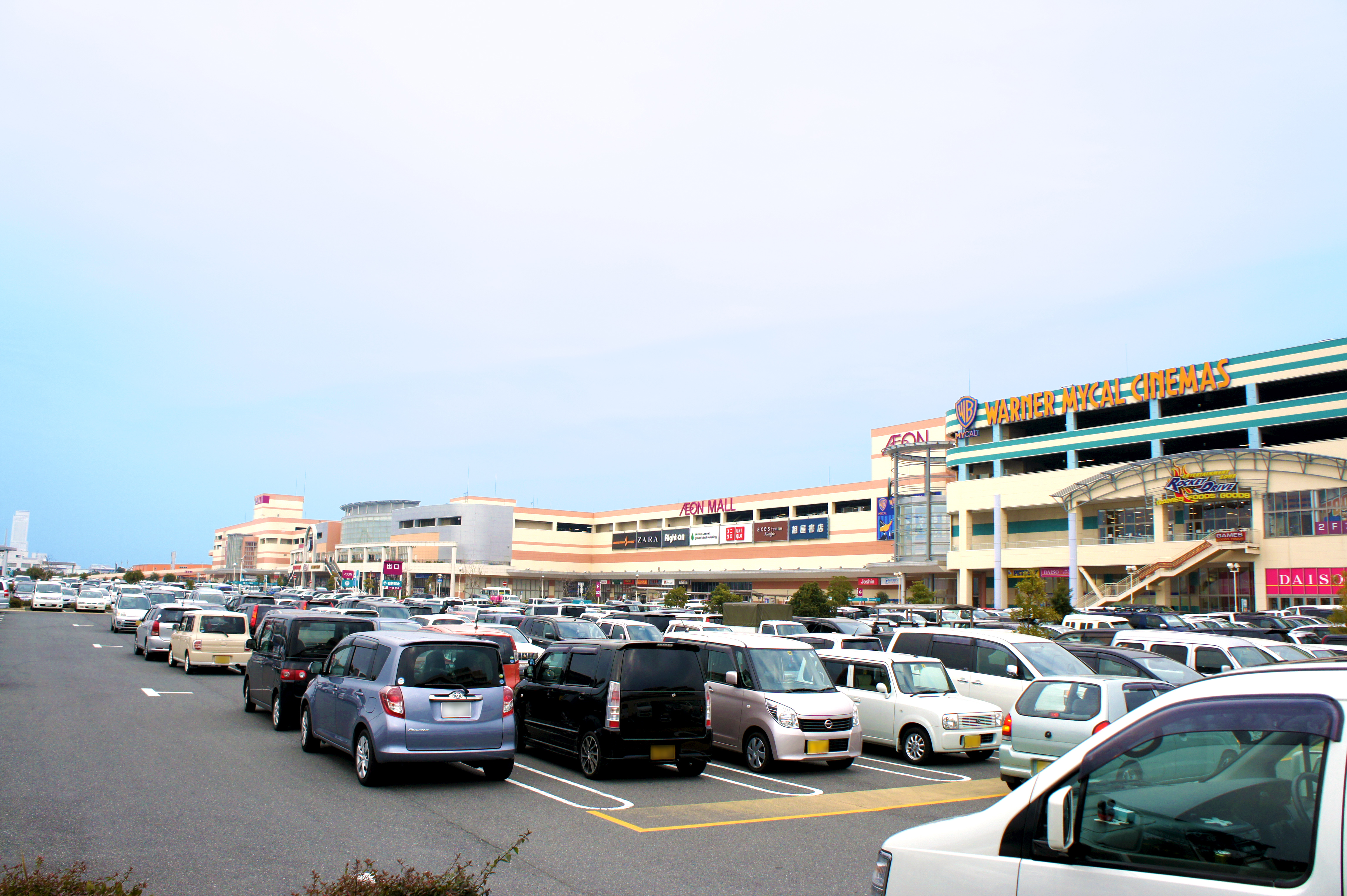
ワーナー・マイカル・シネマズりんくう泉南
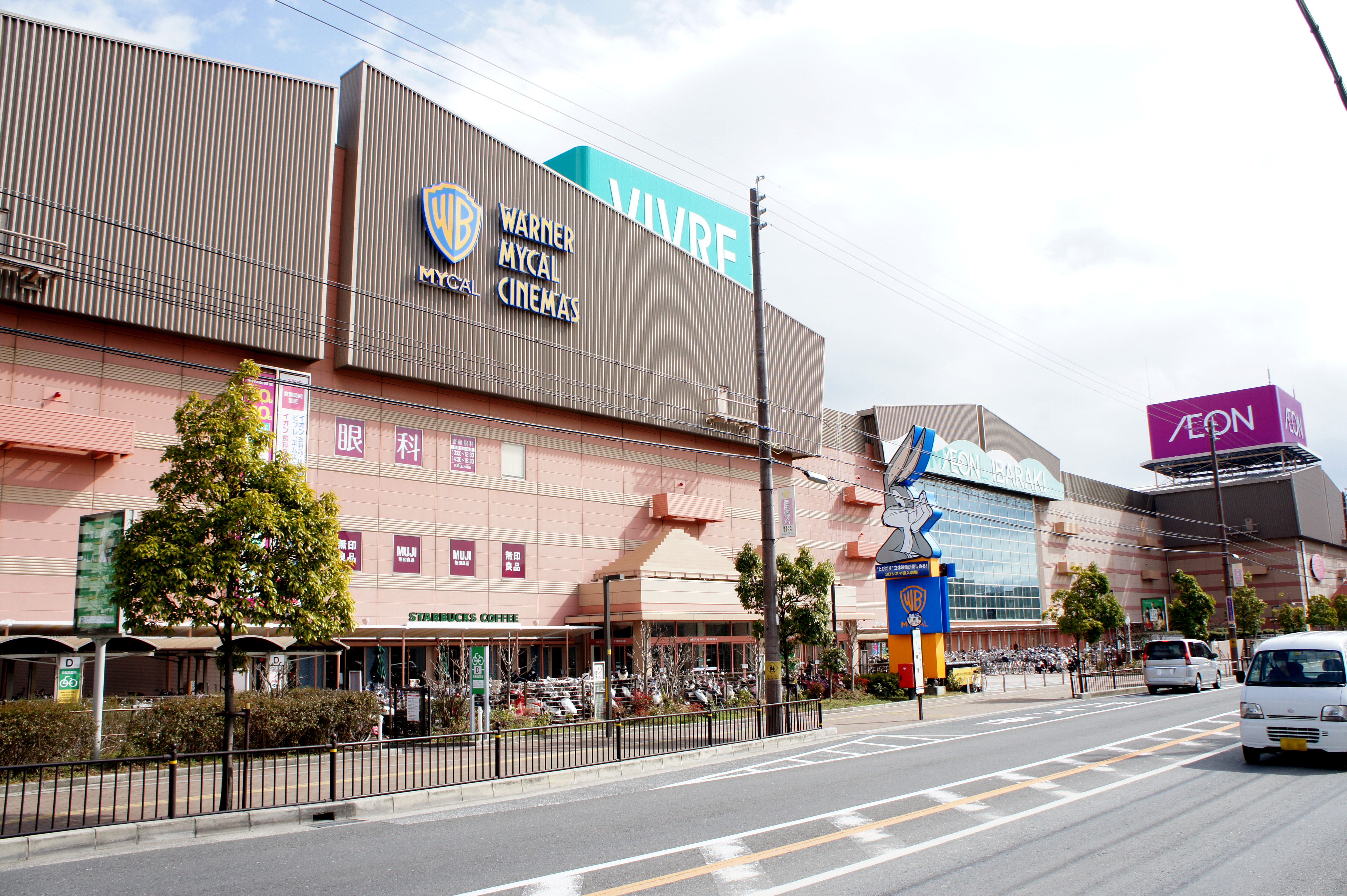
ワーナー・マイカル・シネマズ茨木
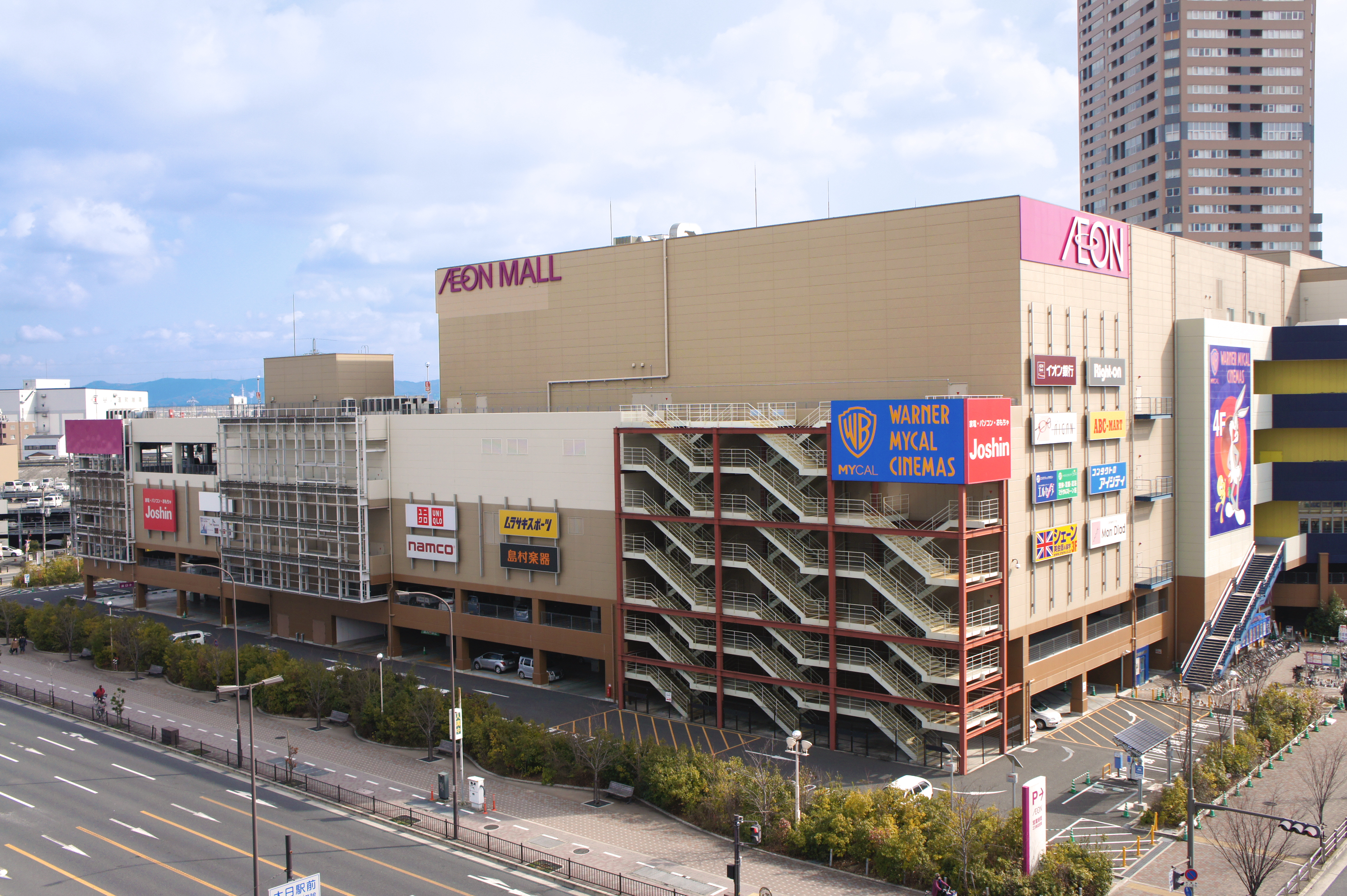
ワーナー・マイカル・シネマズ大日
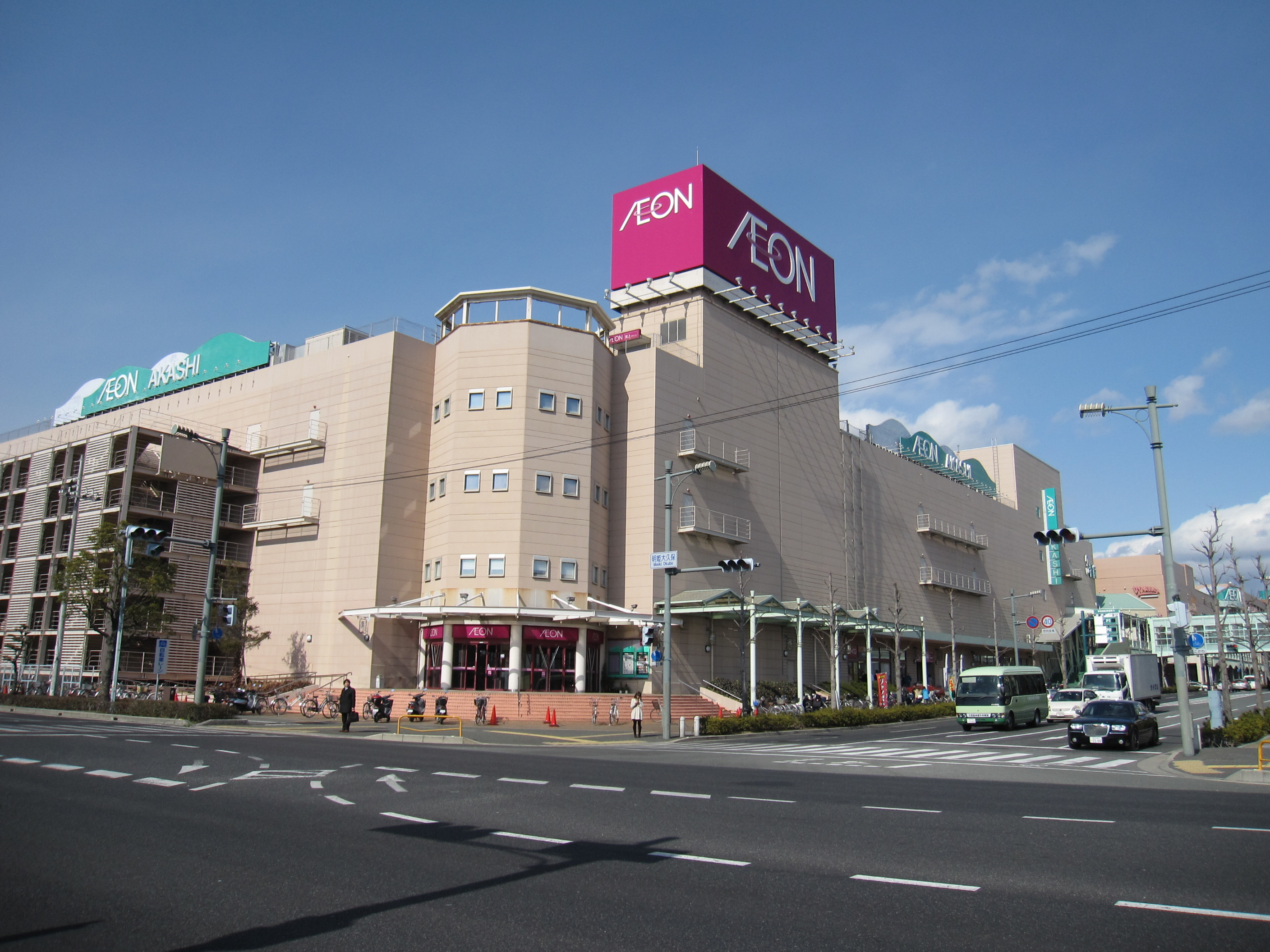
ワーナー・マイカル・シネマズ明石
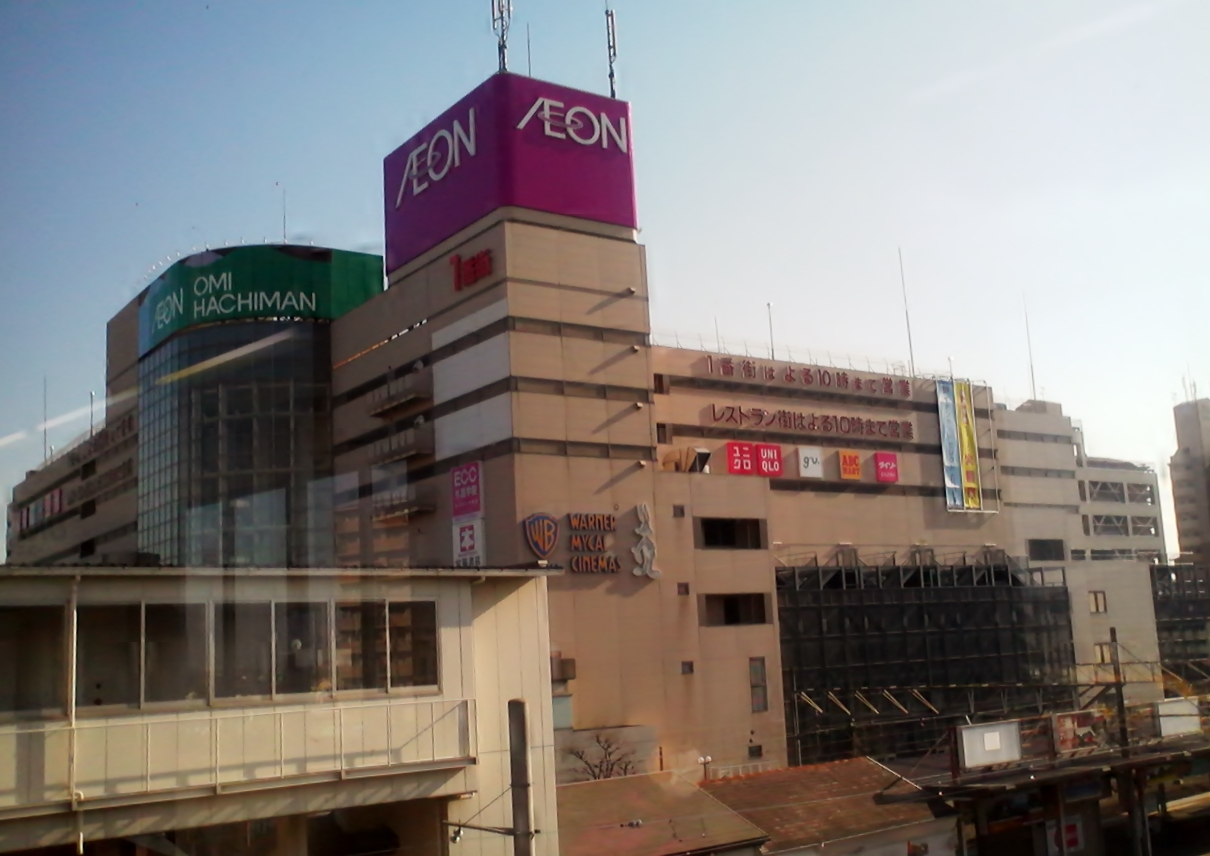
ワーナー・マイカル・シネマズ近江八幡

### 中国・四国
| 劇場名 | 所在地               | 併設施設                     | 規模               | 開館日        | 備考                                           |
| ------ | -------------------- | ---------------------------- | ------------------ | ------------- | ---------------------------------------------- |
| 宇多津 | 香川県綾歌郡宇多津町 | 宇多津ビブレ                 | 7スクリーン 1236席 | 1994年3月20日 | 2014年3月16日に一旦閉館 2015年10月24日に再開館 |
| 広島   | 広島県広島市南区     | 広島段原ショッピングセンター | 7スクリーン 1311席 | 1997年10月1日 |                                                |
| 防府   | 山口県防府市         | イオン防府店                 | 7スクリーン 1678席 | 1999年3月1日  |                                                |
| 高松   | 香川県高松市         | イオン高松東店               | 7スクリーン 1466席 | 1999年3月16日 |                                                |
| 綾川   | 香川県綾歌郡綾川町   | イオンモール綾川             | 9スクリーン 1488席 | 2008年7月23日 |                                                |

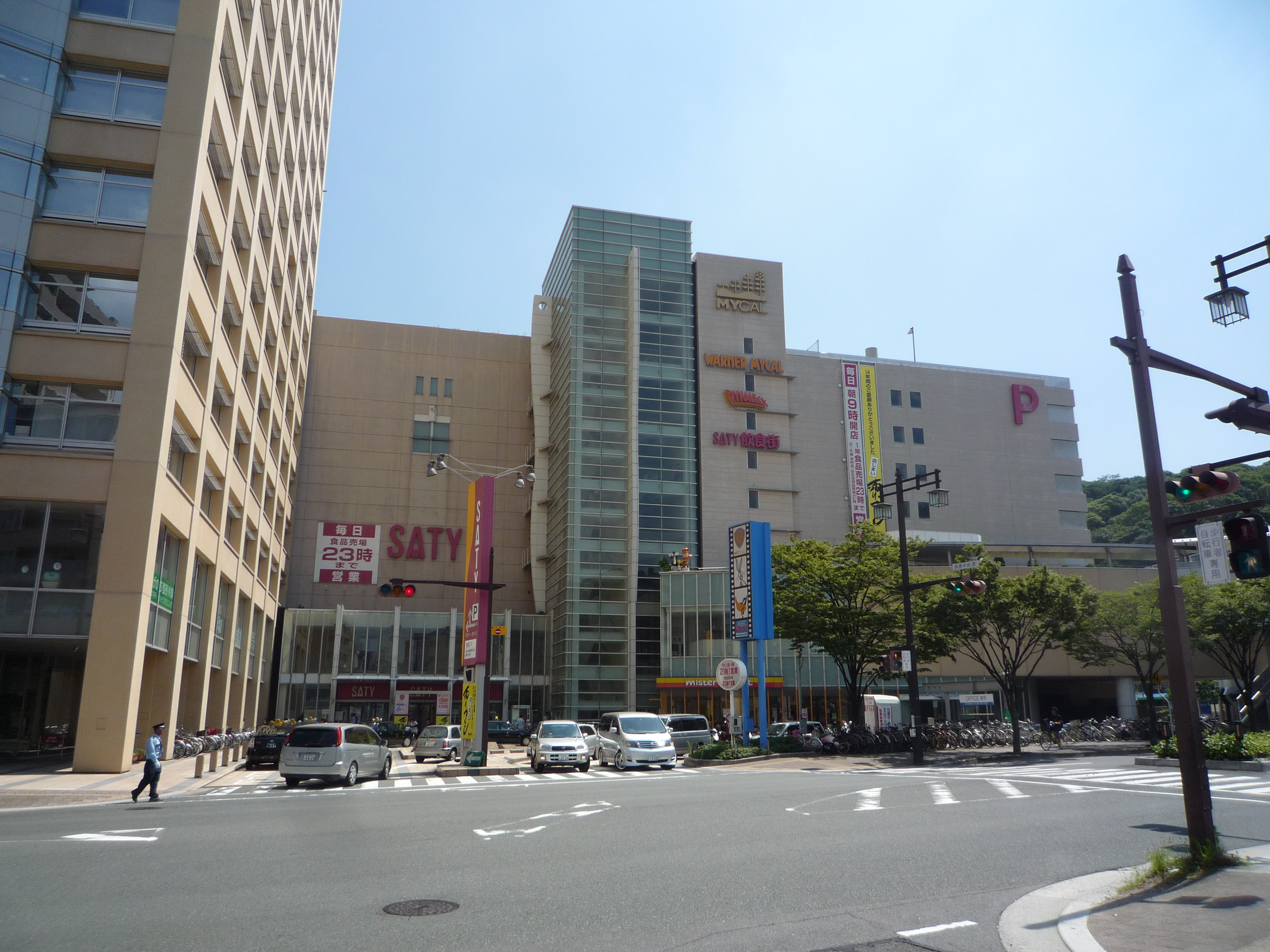
ワーナー・マイカル・シネマズ広島
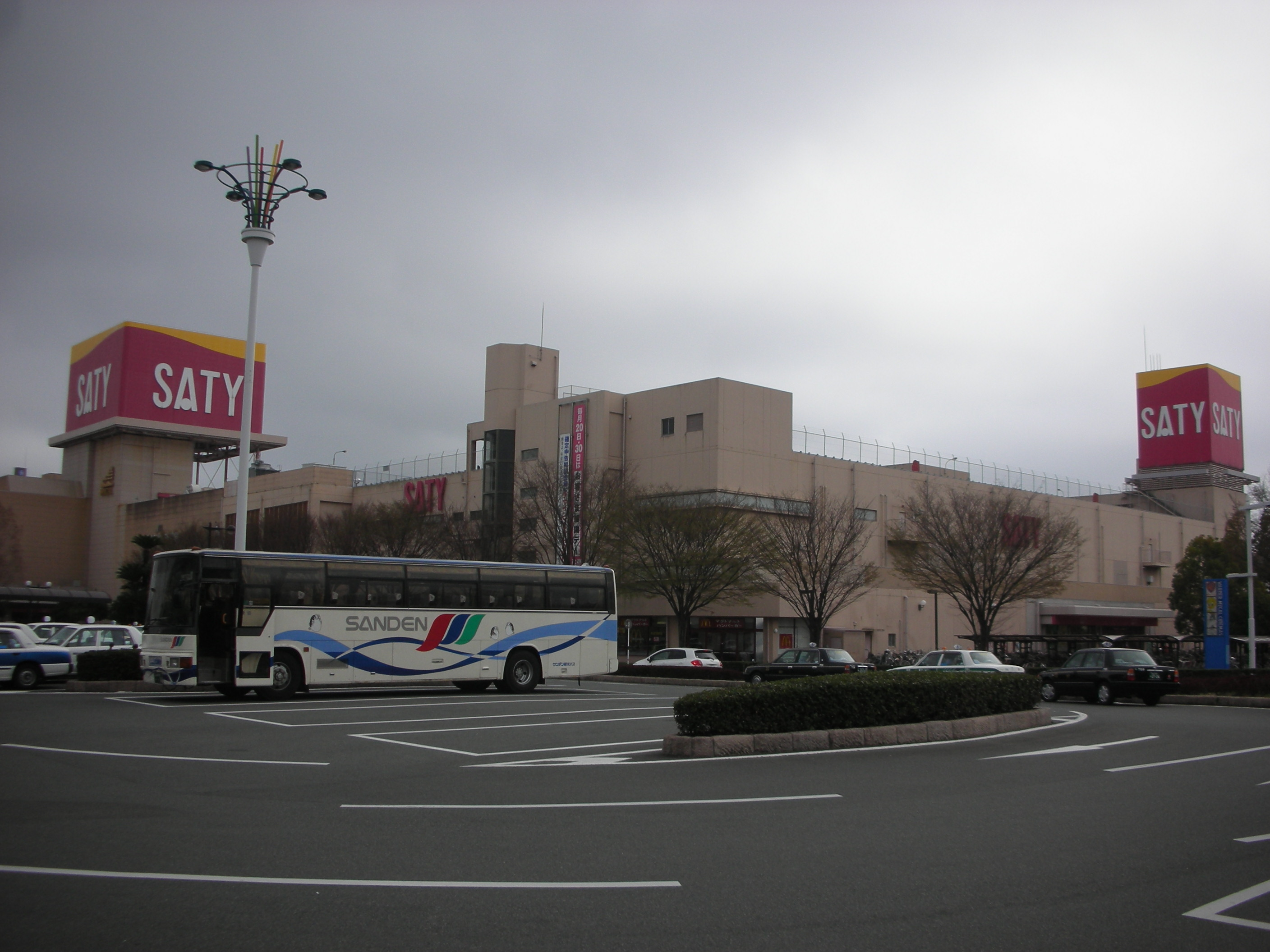
ワーナー・マイカル・シネマズ防府
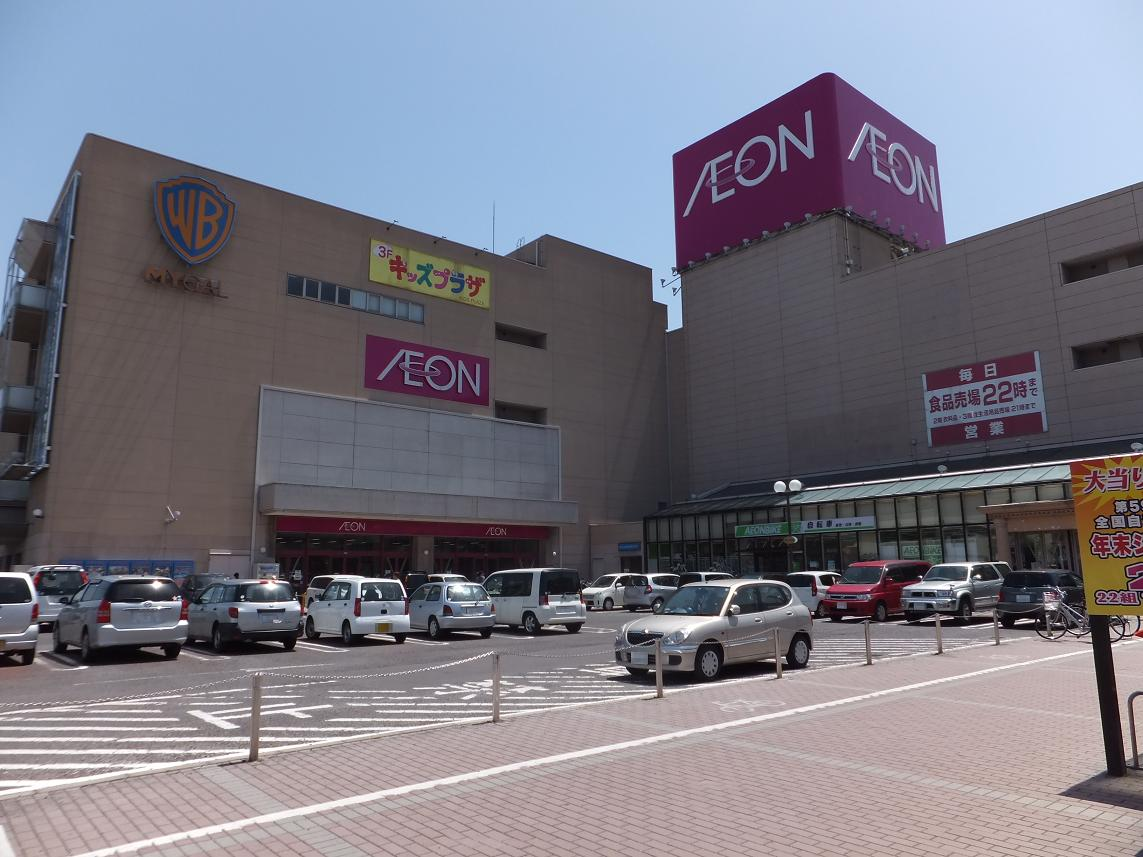
ワーナー・マイカル・シネマズ高松

### 九州
| 劇場名 | 所在地               | 併設施設                         | 規模               | 開館日         | 備考 |
| ------ | -------------------- | -------------------------------- | ------------------ | -------------- | ---- |
| 大野城 | 福岡県大野城市       | イオン大野城ショッピングセンター | 8スクリーン 1661席 | 1998年11月14日 |      |
| 戸畑   | 福岡県北九州市戸畑区 | イオン戸畑ショッピングセンター   | 8スクリーン 1706席 | 1999年3月1日   |      |
| 福岡   | 福岡県糟屋郡粕屋町   | イオンモール福岡                 | 9スクリーン 2043席 | 2004年6月4日   |      |
| 熊本   | 熊本県上益城郡嘉島町 | イオンモール熊本                 | 8スクリーン 1750席 | 2005年10月10日 |      |
| 筑紫野 | 福岡県筑紫野市       | イオンモール筑紫野               | 9スクリーン 1509席 | 2008年12月5日  |      |

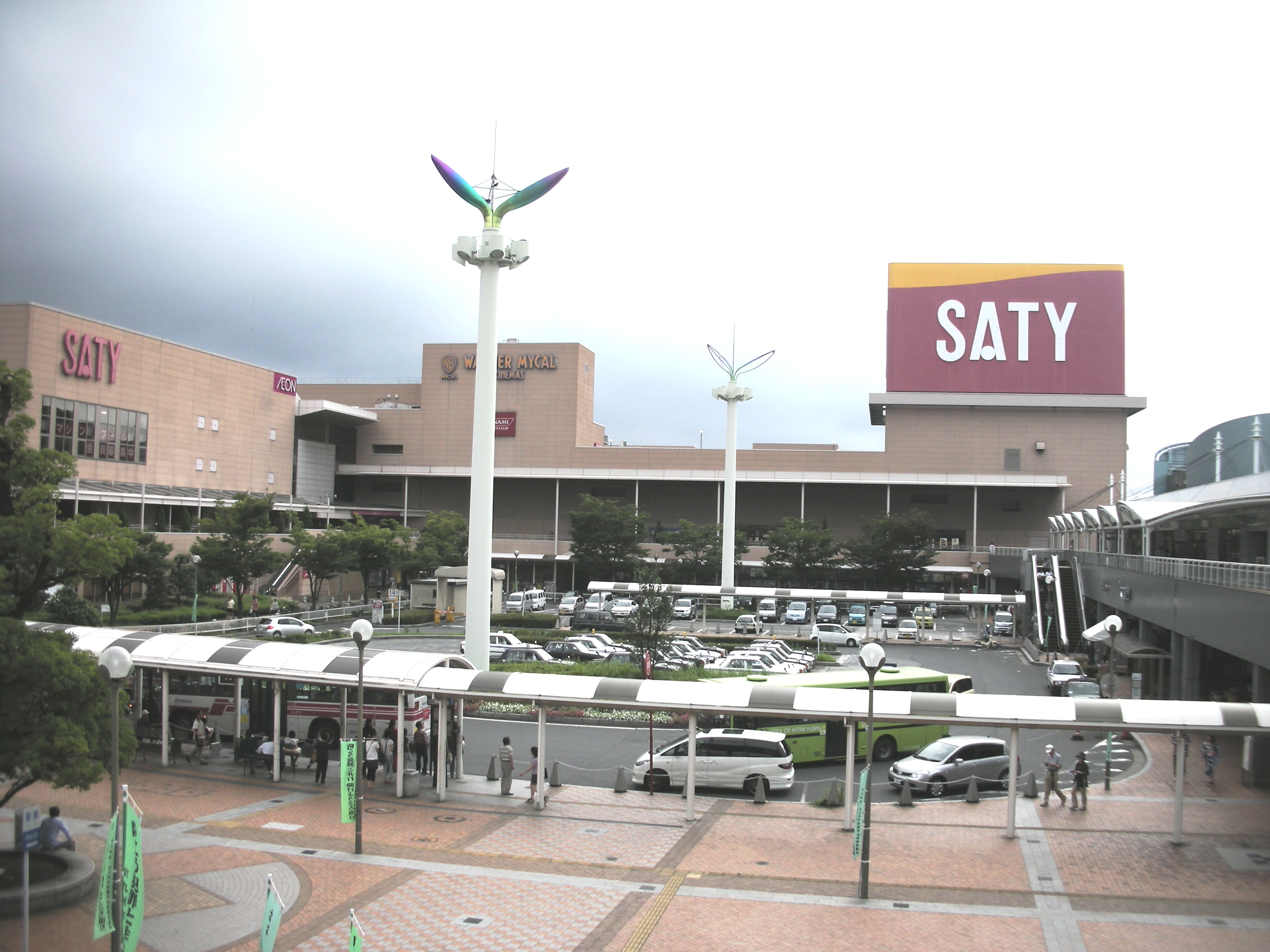
ワーナー・マイカル・シネマズ戸畑
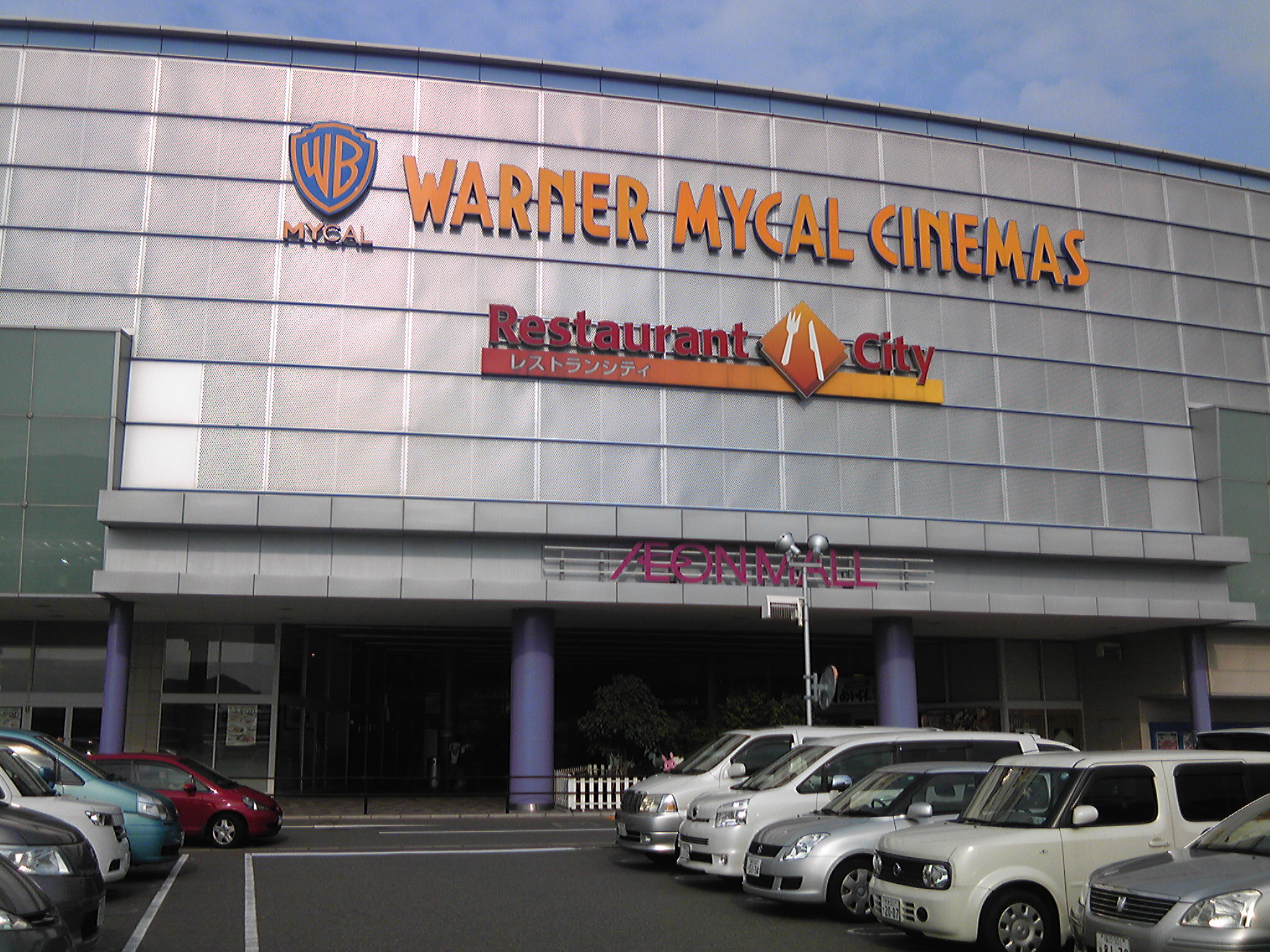
ワーナー・マイカル・シネマズ福岡
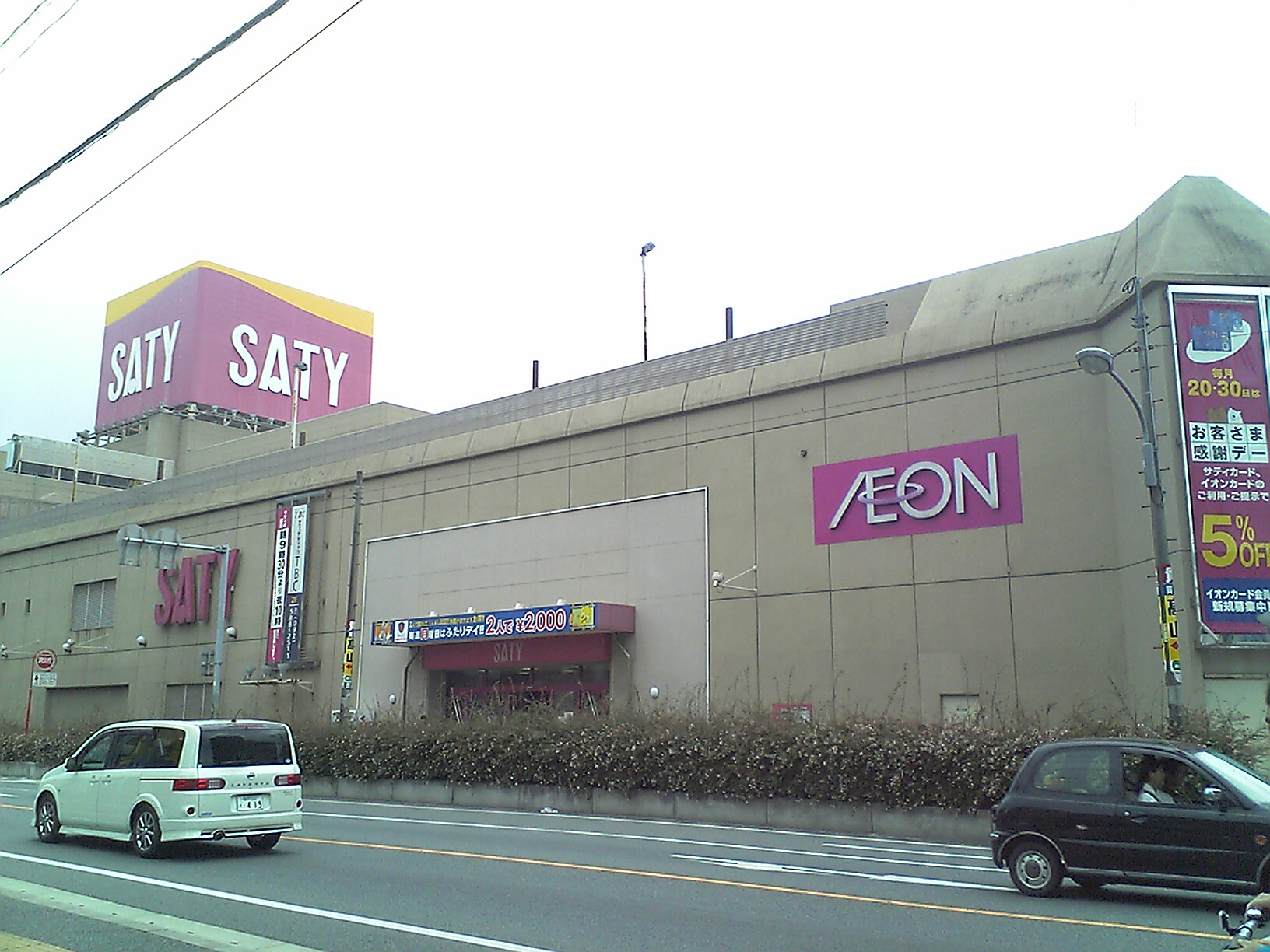
ワーナー・マイカル・シネマズ大野城
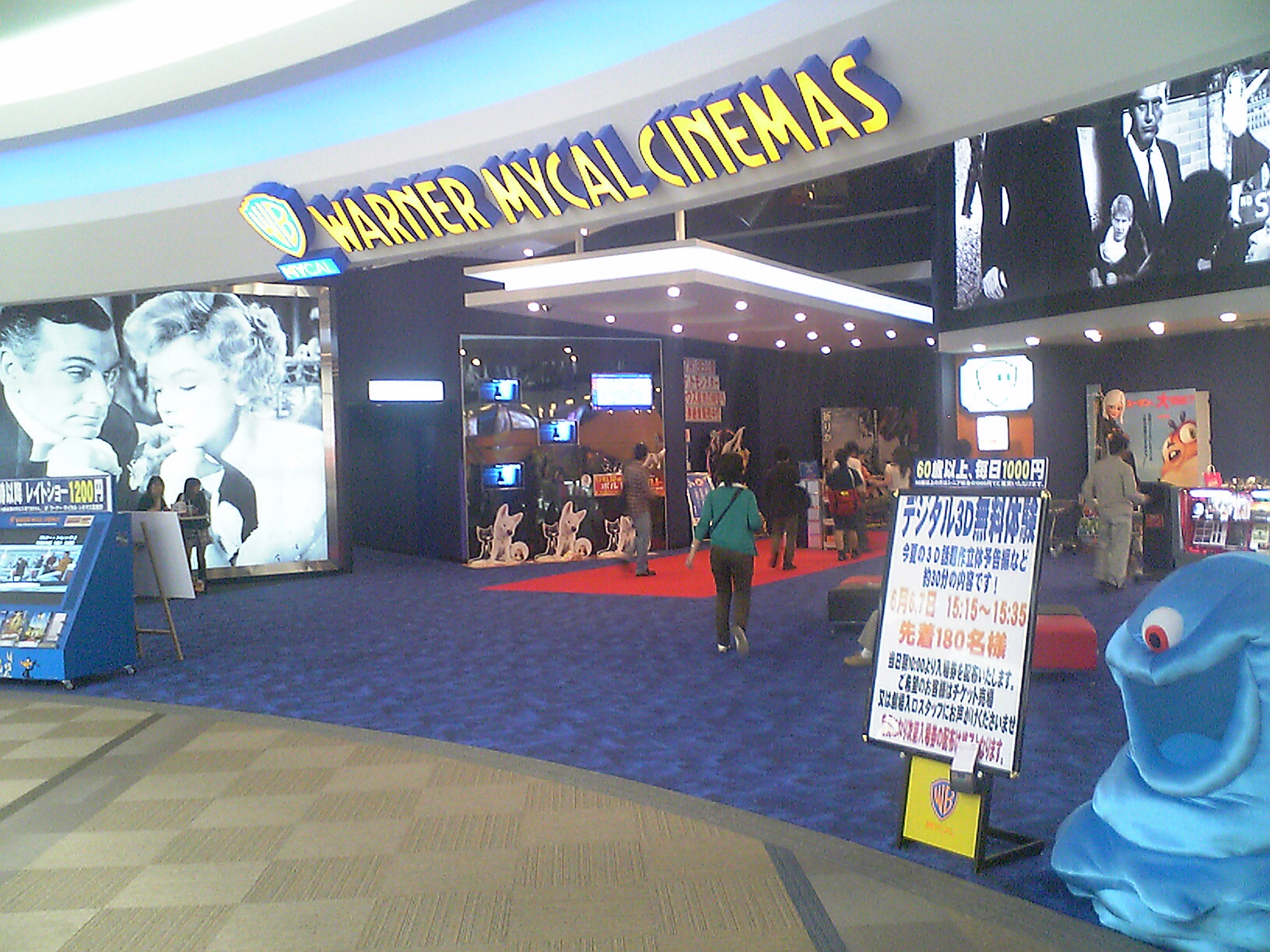
ワーナー・マイカル・シネマズ筑紫野
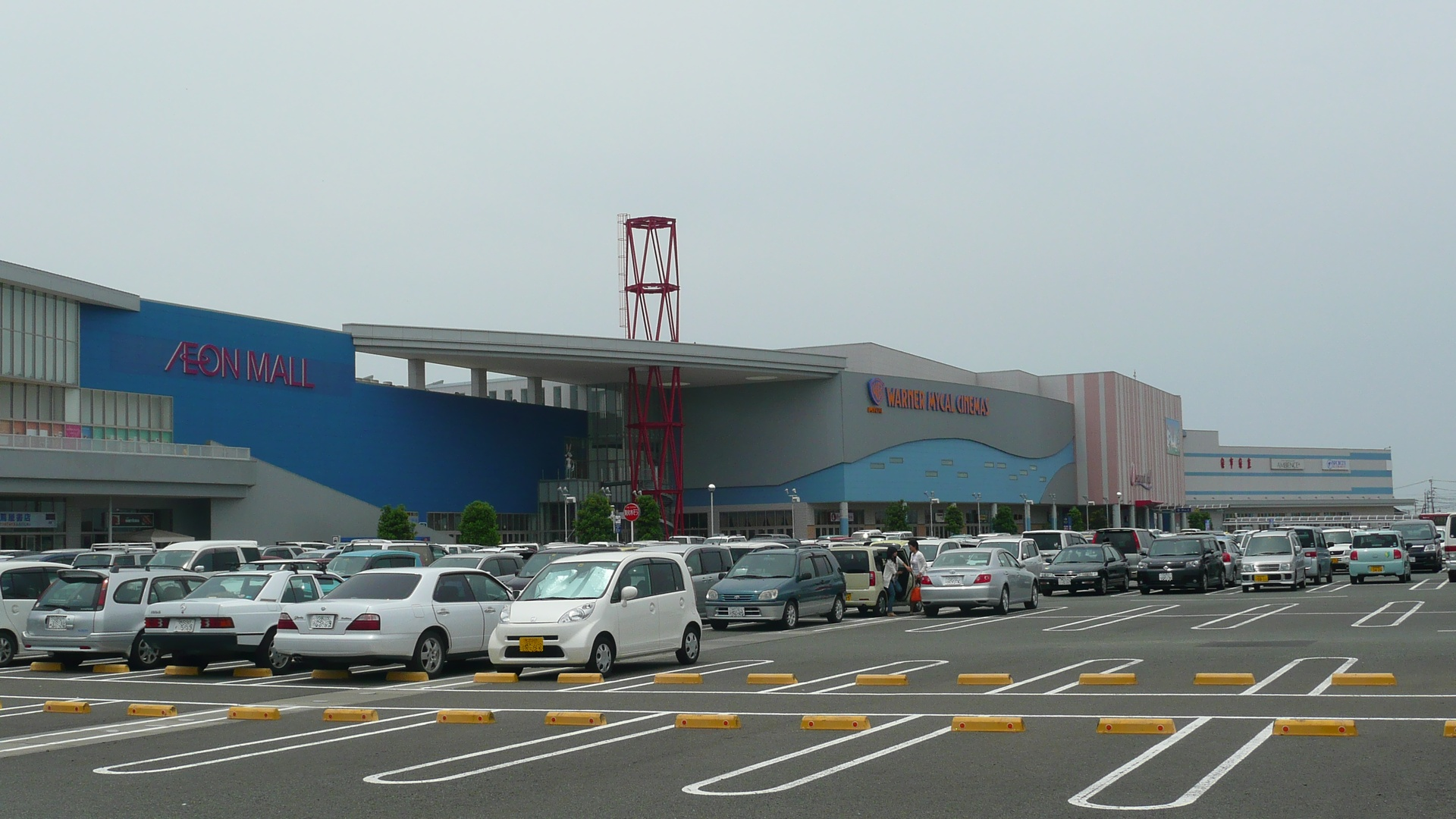
ワーナー・マイカル・シネマズ熊本

## 撤退した劇場
| 劇場名   | 所在地               | 併設施設             | 規模               | 開館日         | 閉館日        | 閉館理由 |
| -------- | -------------------- | -------------------- | ------------------ | -------------- | ------------- | --- |
| 東岸和田 | 大阪府岸和田市       | 東岸和田サティ       | 8スクリーン 1971席 | 1993年4月29日  | 2008年2月3日  | - 後継の劇場が無い純粋な閉館としてシネコンが閉館するのは国内初。 - 入居していた「東岸和田サティ」は「イオン東岸和田店」に 店名変更の上で営業を継続していたが、建て替えのため2020年8月31日をもって閉店。                                               |
| 高岡     | 富山県高岡市         | 高岡サティ           | 6スクリーン 1155席 | 1993年10月23日 | 2009年1月12日 | 入居していた「高岡サティ」自体が同日をもって閉店。 |
| 上峰     | 佐賀県三養基郡上峰町 | 上峰サティ           | 7スクリーン 1541席 | 1996年9月28日  | 2010年2月28日 | - 県内初のシネマコンプレックスだったが、商圏が競合する範囲内に4サイトが開館し入場者数が低迷したことや設備が老朽化したことなどを理由に閉館。 - 入居していた「上峰サティ」は「イオン上峰店」に店名変更の上で営業を継続していたが、2019年2月28日に閉店。 |
| 鈴鹿     | 三重県鈴鹿市         | 鈴鹿サティ           | 7スクリーン 1014席 | 1998年10月23日 | 2002年8月31日 | 鈴鹿サティ（現：MEGAドン・キホーテUNY鈴鹿店）の閉店に伴い同時閉館した後、 「イオンモール鈴鹿ベルシティ」に移転し、 鈴鹿ベルシティとして2003年7月12日に再オープンした。                                                                                |
| 石巻     | 宮城県石巻市         | さくら野百貨店石巻店 | 7スクリーン 1172席 | 1999年7月10日  | 2007年1月8日  | さくら野百貨店石巻店（現：石巻市役所）閉店に先がけ、 郊外にオープンした「イオン石巻ショッピングセンター」に移転し、 新石巻として2007年3月30日に再オープン。                                                                                           |
| 福岡東   | 福岡県糟屋郡粕屋町   | 福岡東サティ         | 8スクリーン 1786席 | 2000年12月8日  | 2004年3月28日 | - 「イオンモール福岡ルクル」に移転し、福岡ルクルとして 2004年6月4日に再オープン。 - 入居していた「福岡東サティ」は「イオン福岡東店」に店名変更の上で営業を継続している。                                                                              |

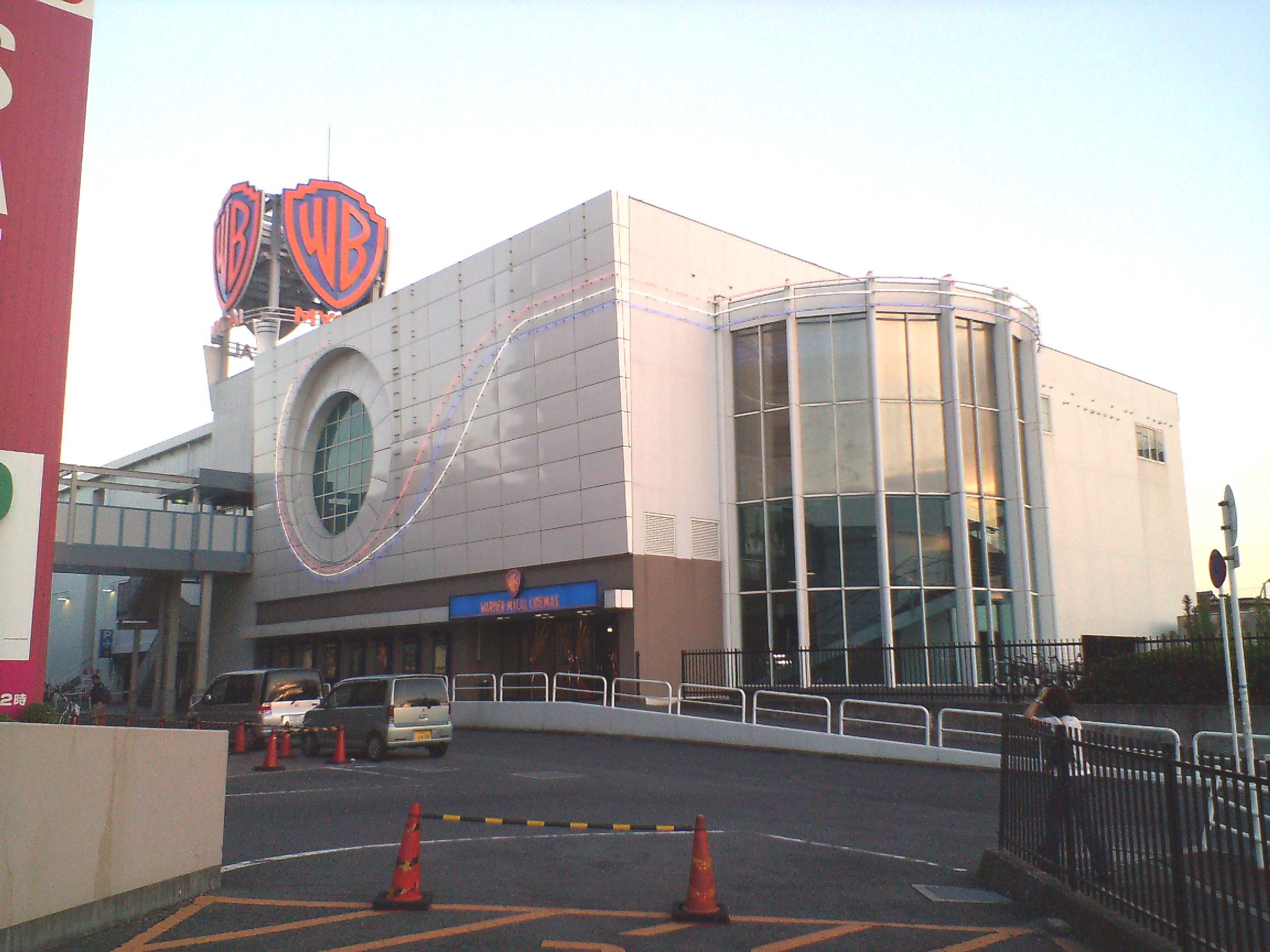
ワーナー・マイカル・シネマズ東岸和田

## 関連劇場

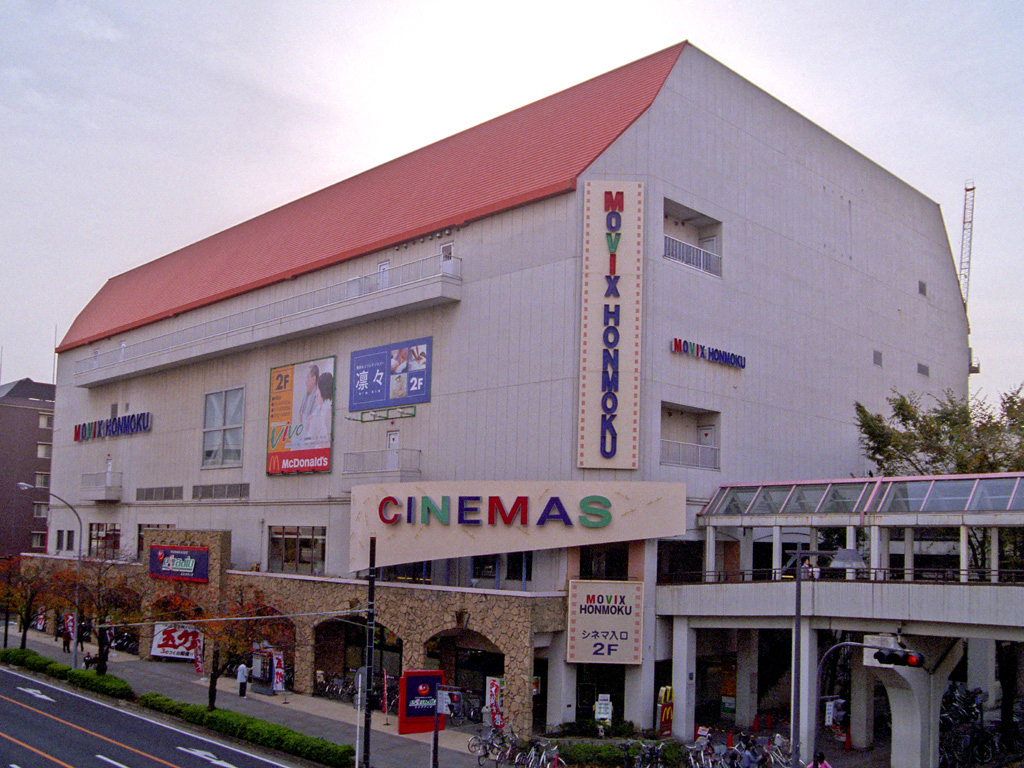
旧：マイカル松竹シネマズ本牧
（写真はMOVIXになってからのもの）

- マイカル松竹シネマズ本牧 （神奈川県横浜市中区、マイカル本牧内）<8スクリーン、1,239席、1996年6月29日開館、2004年4月25日閉館>
  - ワーナー・マイカル系列ではなく松竹とマイカルの合弁会社である株式会社マイカル松竹が運営する劇場としてオープンした。しかしながら、ワーナー・マイカルの共通前売券が使用できたり、人事交流があったりするなど、実質的にワーナー・マイカルと同一系列の扱いであった。マイカルの破綻後に整理対象となり、株式会社松竹ニューセレクト運営のMOVIX本牧として2004年4月30日に同一施設にて再オープン。その後、2011年1月16日に閉館した。再オープン以降の変遷については「松竹マルチプレックスシアターズ」の項を参照のこと。